# 東京一極集中

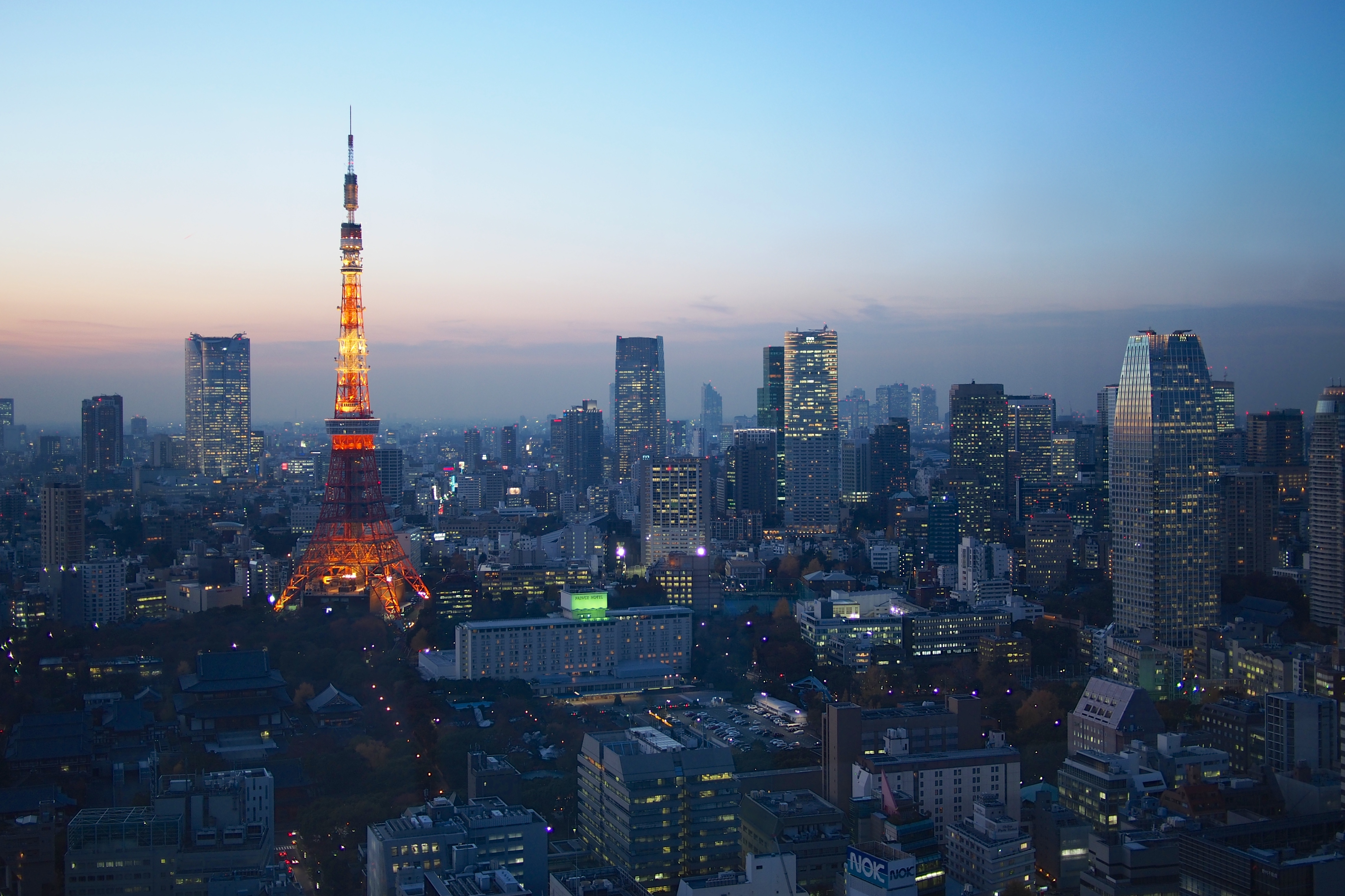
東京の風景

東京一極集中（とうきょういっきょくしゅうちゅう）とは、日本において、政治・経済・文化・人口などの社会における資本・資源・活動が東京都および首都圏に集中している状況を言う。
明治維新の中央集権国家体制の下、東京府が事実上の首都となった後に、江戸時代に堂島米会所や神戸港等を中心に、商業都市（商都）の中心地であった大阪や神戸で設立された鈴木商店、鴻池、三菱、住友、野村等の巨大財閥企業の本社機能の東京移転が一因であるとされる。その後、各地方に本社機能を置いていた大企業の東京移転が続いている。
国勢調査によると、日本の人口に占める1都3県の割合は、第二次世界大戦終結直後の1945年は13.0%だったが、調査の度にその割合が高くなり、2020年は29.3%になっている。2020年の国勢調査を基に国立社会保障・人口問題研究所が2023年12月に発表した「日本の地域別将来推計人口（2023年推計）」によると、2050年は33.7％になると予測されている。

## 人口の集中
首都圏（以下ことわらない場合は南関東1都3県）への人口流入を見ると、1955年から1970年頃までは毎年30万 - 40万人の転入超過があったが同時に大阪圏（京阪神）、名古屋圏も大幅な転入超過となっており、東京一極集中というよりは3大都市圏への集中であった。1970年代中盤以降、オイルショックによる高度経済成長時代の終焉とともに、3大都市圏への人口流入は急速に低下した。しかし、1980年頃から再び首都圏への流入超過が始まり、バブル景気直前の1987年にピークに至り、この時の純流入は20万人に迫った。このように、急速に膨張する東京圏の一方、名古屋圏はわずかながら人口流入となった反面、大阪圏は人口流出が続き低迷したままであった。その後は、バブル崩壊と共に東京圏への流入も再び沈静化に向かい、1993年にはほとんど均衡した。しかしながら、1990年代後半以降は都心での住宅開発などによる「都心回帰」により、1987年のピーク時に匹敵するほどの顕著な、東京圏への人口流入となった。
21世紀に入り首都圏1都3県、特に東京特別区への人口集中は一層進んでいる。2000年の国勢調査結果と2005年の国勢調査結果を比較すると、東京都が約50万人、神奈川県が約30万、埼玉県・千葉県が約10万人と、1都3県で約100万人増加した。同じ首都圏内においても、はっきりと明暗が分かれており、東京都心部への人口流入が続く反面、多摩地域、神奈川県・千葉県・埼玉県の都心から離れた地域（主に80年代に人口が急増した東京都心から遠い郊外地域。概ね国道16号の外側）の人口が減少に転じつつある。
一方、地方では、トヨタ自動車などの製造業の求人が好調だった愛知県が約20万人増加、滋賀県も東京と愛知に次ぐ人口増加率を記録するも、ほとんどの道県で減少した。かつては人口の増加傾向が続いていた宮城県でさえ、2000年代以降は減少に転じている。2016年および2017年の人口増加数は東京23区が全国1位、大阪市が全国2位、札幌市が全国3位、福岡市が全国4位、さいたま市が全国5位である。
| 順位                             | 都市圏     | 人口       |
| -------------------------------- | ---------- | ---------- |
| 1                                | 東京       | 37,750,000 |
| 2                                | ジャカルタ | 31,320,000 |
| 3                                | デリー     | 25,735,000 |
| 4                                | ソウル     | 23,575,000 |
| 5                                | マニラ     | 22,930,000 |
| 出典:Demographia (2016年4月更新) |            |            |

アメリカ最大の都市であるニューヨーク市と比較すると、ニューヨーク市への郊外からの流入人口は56万人であるが、東京特別区部（23区）への流入人口は333万人と、ニューヨーク市のほぼ6倍の流入規模がある。また、東京都市圏（1都3県）の人口が約3,700万人で、ニューヨーク都市圏の人口が2,136万人であり、首都圏の人口規模が世界的に見ても巨大である。
2014年10月18日、内閣府が公表した「人口、経済社会等の日本の将来像に関する世論調査」によると、東京一極集中を「望ましくない」と考えている人は48.3%となっており、全体の半数近くであった。

### 2010年国勢調査

1960年から2010年までの首都圏北部(人口集中地区・DIDsとは、人口密度が4,000人/km_{2} 、もしくは10,355人/mi_{2}の地域のこと)。鉄道路線とその駅を中心とした沿線開発によって急速に人口が増加していることがわかる。

2010年（平成22年）に行われた国勢調査の結果でも、より首都圏1都3県への一極集中が進んでいる。
2005年（平成17年）から5年間で、人口が増加した都道府県は順に、東京都（+585,140）、神奈川県（+257,913）、千葉県（+160,657）、愛知県（+153,795）、埼玉県（+140,575）、大阪府（+45,730）、沖縄県（+30,909）、滋賀県（+29,911）、福岡県（+22,896）のみとなっている。南関東1都3県の人口増加数は1,144,285人となっており、首都圏にはわずか5年で広島市に匹敵する大都市が誕生したことになる。
首都圏1都3県以外の日本全国各道府県の人口増加分を合わせても、283,241人しかならず（その多くは、愛知県の増加分で占められている）、首都圏への一極集中傾向は、全く歯止めがかかる気配がないどころか、首都圏以外の人口減少との対比で、より加速している。さらに、自治体ごとの人口増加率を見ると、同じ首都圏1都3県でも、東京圏の外縁部（概ね国道16号の外側）では人口が減少しており、より東京圏内への人口集中が起きている。
2000年度（平成12年度）の国勢調査と比較すると、10年間での首都圏1都3県の人口増加数は2,204,961人となっている一方、その他の地域では1,074,773人の減少となっていることがわかる。
1990年（平成2年）の国勢調査と比較すると、この20年間の首都圏1都3県の人口増加数が3,826,625人であったのに対し、それ以外の地域では618,234人の増加にとどまっており、首都圏1都3県への一極集中が極端であることを表している。

### 東京圏への流入地域
住民基本台帳人口移動報告の都道府県別人口転入超過数をみると、大半の道府県で首都圏1都3県への転入超過となっており、首都圏への一極集中の様相がうかがえる。
| 道府県   | 2015年度 (平成27年度) | 2011年度 (平成23年度) | 2010年度 (平成22年度) |
| -------- | --------------------- | --------------------- | --------------------- |
| 北海道   |                       | 3,295                 | 7,221                 |
| 青森県   |                       | 2,642                 | 2,801                 |
| 秋田県   |                       | 2,059                 | 2,541                 |
| 岩手県   |                       | 2,789                 | 2,606                 |
| 山形県   |                       | 1,949                 | 2,320                 |
| 宮城県   |                       | 6,154                 | 4,023                 |
| 福島県   |                       | 12,288                | 3,794                 |
| 茨城県   |                       | 5,082                 | 1,286                 |
| 栃木県   |                       | 3,127                 | 2,336                 |
| 群馬県   |                       | 2,738                 | 2,686                 |
| 新潟県   |                       | 3,085                 | 3,566                 |
| 山梨県   |                       | 1,408                 | 1,357                 |
| 長野県   |                       | 465                   | 1,382                 |
| 静岡県   |                       | 2,577                 | 4,105                 |
| 岐阜県   |                       | 632                   | 1,405                 |
| 愛知県   |                       | 2,326                 | 6,824                 |
| 三重県   |                       | 177                   | 1,070                 |
| 富山県   |                       | 354                   | 853                   |
| 石川県   |                       | 642                   | 1,125                 |
| 福井県   |                       | 278                   | 542                   |
| 滋賀県   |                       | 319                   | 797                   |
| 京都府   |                       | 88                    | 1,733                 |
| 大阪府   |                       | 3,719                 | 9,094                 |
| 奈良県   |                       | 423                   | 1,089                 |
| 和歌山県 |                       | 367                   | 706                   |
| 兵庫県   |                       | 2,859                 | 6,302                 |
| 徳島県   |                       | 147                   | 512                   |
| 香川県   |                       | 67                    | 760                   |
| 高知県   |                       | 126                   | 470                   |
| 愛媛県   |                       | 467                   | 900                   |
| 岡山県   |                       | −79                   | 1,409                 |
| 広島県   |                       | 1,079                 | 2,914                 |
| 鳥取県   |                       | 167                   | 467                   |
| 島根県   |                       | −75                   | 273                   |
| 山口県   |                       | 396                   | 1,093                 |
| 福岡県   |                       | −1,539                | 4,463                 |
| 佐賀県   |                       | 106                   | 524                   |
| 長崎県   |                       | 608                   | 1,248                 |
| 大分県   |                       | 155                   | 746                   |
| 熊本県   |                       | −70                   | 1,353                 |
| 宮崎県   |                       | 36                    | 846                   |
| 鹿児島県 |                       | −392                  | 1,072                 |
| 沖縄県   |                       | −3,111                | 225                   |
| 合計     | 119,357               | 59,930                | 92,839                |

## 経済集中の要因
| 順位                | 都市圏       | 総生産        |
| ------------------- | ------------ | ------------- |
| 1                   | 東京         | 1兆5369億ドル |
| 2                   | ニューヨーク | 1兆3342億ドル |
| 3                   | ロサンゼルス | 8180億ドル    |
| 4                   | ソウル       | 8042億ドル    |
| 5                   | ロンドン     | 7944億ドル    |
| 出典:CCGA（2016年） |              |               |

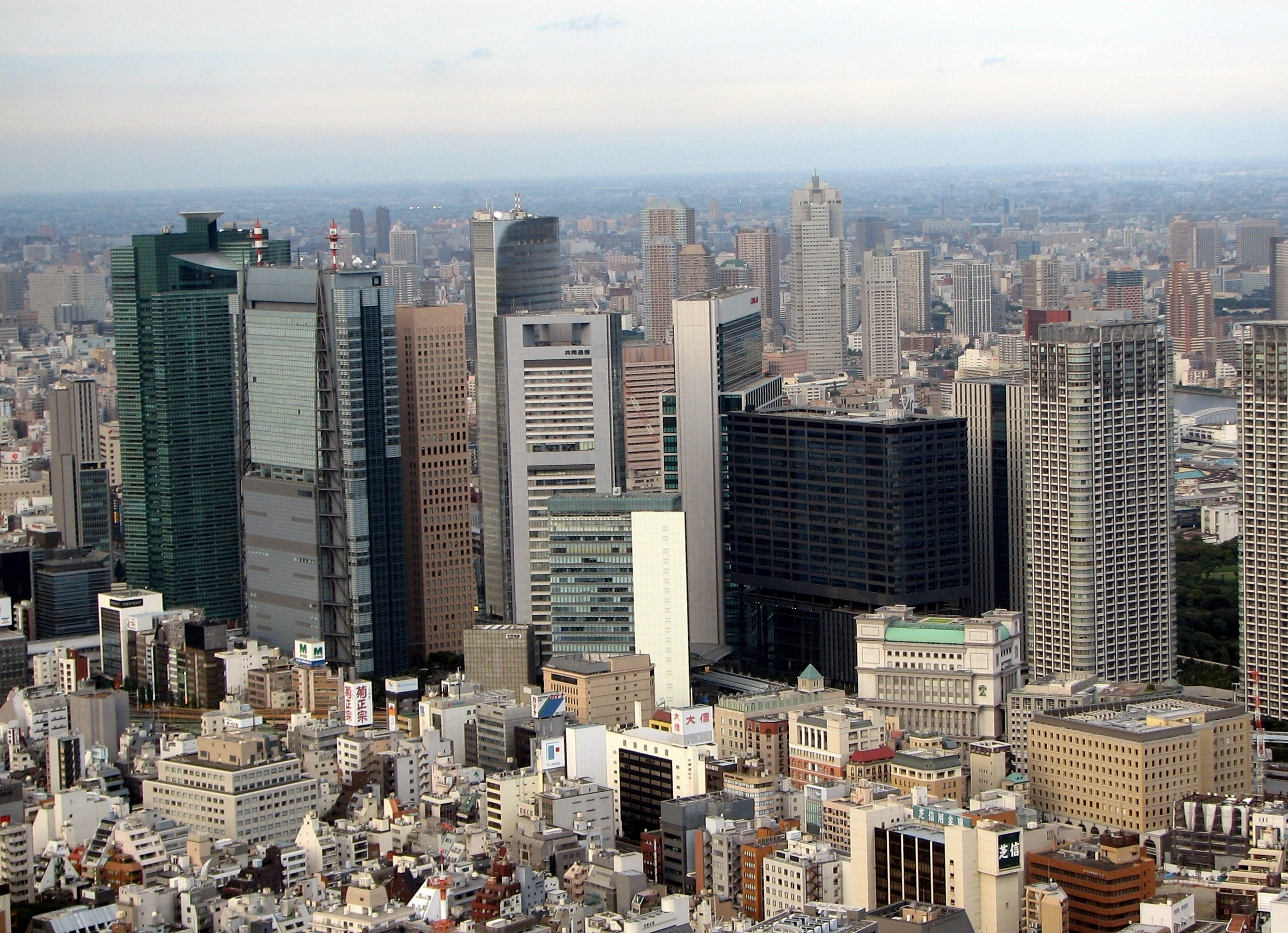
汐留のオフィスビル群

経済では規模の利益が働き、生産物を大量に生産したほうが、生産物一単位当たりの固定費用は減少する。また、範囲の経済も発生し、複数の物やサービスについても、それらに共通する共通費用（物流コスト、管理コスト、取引コストなど）が存在するため、集中することで、一単位当たりの共通費用を低下させることができる。
また、複数の企業の間においても、集積の経済が働くことで同様の効果が認められ、同一産業内にある企業が集中することで、原材料の調達やその産業に用いられる情報・施設・機械の共同利用により、互いに外部経済を享受したり、複数の産業が集中することで、様々な財やサービスを共同で利用でき、取引費用や輸送費用の節減を図ることができる。
分業化・専門化が進み、産業連関構造が複雑化・高度化するにつれ、ますます他業種との連携が重要になり、そのため例えば製造業においても、本社が大都市内に立地する必要性が高まることになるのである。
市場原理主義的な立場からは、自由競争の結果である、または「東京が潤えば地方も栄える」として一極集中是正に反対する主張もある。

## 本社機能
| 順位                                  | 都市圏       | 企業数 |
| ------------------------------------- | ------------ | ------ |
| 1                                     | 東京         |        |
| 2                                     | ニューヨーク |        |
| 3                                     | ロンドン     |        |
| 4                                     | 大阪         |        |
| 5                                     | パリ         |        |
| 出典:マッキンゼー・アンド・カンパニー |              |        |

以上の要因のほか、工場や物流センターなどと比較すると広大な土地を必要としない本社機能（総務・企画・人事・労務など間接部門）は一極集中させやすい。一つの現象として、関東地方のみならず、関東地方以外に本社を持つ企業まで、本社を東京に移転するケースが増えている。その地場産業や地域密着型企業が移転した場合、工場など生産拠点の海外移転とあわせて、経済の空洞化が起こることが心配される。さらに、法人税収でも大企業が集中する東京とそれ以外の地域では著しい格差が生じており、是正が求められている。
たとえば近畿地方の歴史を見ると、江戸時代に、「天下の台所」と呼ばれた大坂（大阪）以外にも、「近江商人」(滋賀県）「伊勢商人」（三重県）と呼ばれるように、近江八幡や松坂（松阪）に商人の本店が多く集まっていた。
しかし、明治維新や近衛文麿の国家総動員法、政府の機能強化に伴い大阪を発祥とする三菱、住友、野村等の巨大企業の東京移転は進行し、出光興産（北九州）、宇部興産（宇部）、トクヤマ（周南）、カルビー（広島）、雪印乳業（現・雪印メグミルク、札幌）、久光製薬（鳥栖）、タマホーム（筑後）、ニトリ（札幌）、ベネッセ（岡山）など地方に本社を置く多くの企業が東京へ実質的な本社機能を移転させた。
また、1995年1月17日の阪神・淡路大震災を機に金融ビッグバンによる業界再編やグローバル化競争を名目とした業界大手同士の吸収合併・買収などを契機とし、主に繊維商社を源流とした関西由来の総合商社［ 三菱商事、伊藤忠商事、住友商事、丸紅、双日、兼松、トーメン（現・豊田通商）］は、そのすべてが2010年までに東京に本社を移しており、7大総合商社のすべてが東京に集中する形となった。2本社体制を含めても、東京以外に本社を置いている総合商社は大阪と名古屋に1社ずつに過ぎない。

## 首都圏へ本社機能を移転させた主な企業一覧

### 大阪圏・名古屋圏の企業一覧
本社を移転させた、複数本社体制移行により東京が実質的な本社となった、又は代表取締役や業務執行役員は東京圏で、大阪圏・名古屋圏は非業務執行役員のみの企業一覧。
| 都市圏 | 都道府県 | 旧本社所在地 | 企業名                                                                        |
| ------ | -------- | ------------ | ----------------------------------------------------------------------------- |
| 近畿圏 | 大阪府   | 大阪市       | 日本生命保険相互会社                                                          |
| 近畿圏 | 大阪府   | 大阪市       | アサヒグループホールディングス                                                |
| 近畿圏 | 大阪府   | 大阪市       | 野村ホールディングス（野村證券）                                              |
| 近畿圏 | 大阪府   | 大阪市       | 大和証券グループ本社（大和証券）                                              |
| 近畿圏 | 大阪府   | 大阪市       | コナミホールディングス                                                        |
| 近畿圏 | 大阪府   | 大阪市       | TIS                                                                           |
| 近畿圏 | 大阪府   | 大阪市       | オリックス                                                                    |
| 近畿圏 | 大阪府   | 大阪市       | コスモ石油                                                                    |
| 近畿圏 | 大阪府   | 大阪市       | レンゴー                                                                      |
| 近畿圏 | 大阪府   | 大阪市       | ニッセイ同和損害保険 ※MS&ADインシュアランスグループホールディングス発足に伴う |
| 近畿圏 | 大阪府   | 大阪市       | 大同生命保険                                                                  |
| 近畿圏 | 大阪府   | 大阪市       | ポケットカード                                                                |
| 近畿圏 | 大阪府   | 大阪市       | 髙島屋                                                                        |
| 近畿圏 | 大阪府   | 大阪市       | 大丸 ※大丸松坂屋百貨店発足に伴う                                              |
| 近畿圏 | 大阪府   | 大阪市       | そごう ※そごう・西武発足に伴う                                                |
| 近畿圏 | 大阪府   | 大阪市       | 日立造船                                                                      |
| 近畿圏 | 大阪府   | 大阪市       | 積水化学工業                                                                  |
| 近畿圏 | 大阪府   | 大阪市       | 商船三井                                                                      |
| 近畿圏 | 大阪府   | 大阪市       | 旭化成 ※創業地は宮崎県延岡市                                                  |
| 近畿圏 | 大阪府   | 大阪市       | 東レ                                                                          |
| 近畿圏 | 大阪府   | 大阪市       | 和光証券 ※みずほ証券発足に伴う                                                |
| 近畿圏 | 大阪府   | 大阪市       | カネボウ                                                                      |
| 近畿圏 | 大阪府   | 大阪市       | 日本バルカー工業                                                              |
| 近畿圏 | 大阪府   | 大阪市       | 三和銀行 ※三菱UFJ銀行発足に伴う                                               |
| 近畿圏 | 大阪府   | 大阪市       | オートバックスセブン                                                          |
| 近畿圏 | 大阪府   | 大阪市       | 大林組                                                                        |
| 近畿圏 | 大阪府   | 大阪市       | 日本板硝子                                                                    |
| 近畿圏 | 大阪府   | 大阪市       | 住友金属工業 ※新日本製鐵発足に伴う                                            |
| 近畿圏 | 大阪府   | 大阪市       | 住友銀行 ※三井住友銀行発足に伴う                                              |
| 近畿圏 | 大阪府   | 大阪市       | 住友信託銀行 ※三井住友信託銀行発足に伴う                                      |
| 近畿圏 | 大阪府   | 大阪市       | 住友化学                                                                      |
| 近畿圏 | 大阪府   | 大阪市       | 住友商事                                                                      |
| 近畿圏 | 大阪府   | 大阪市       | 伊藤忠商事                                                                    |
| 近畿圏 | 大阪府   | 大阪市       | 丸紅                                                                          |
| 近畿圏 | 大阪府   | 大阪市       | 双日 ※前身は日商岩井及びニチメン                                              |
| 近畿圏 | 大阪府   | 大阪市       | 日清食品                                                                      |
| 近畿圏 | 大阪府   | 大阪市       | サントリーホールディングス                                                    |
| 近畿圏 | 大阪府   | 大阪市       | 朝日新聞社                                                                    |
| 近畿圏 | 大阪府   | 大阪市       | 毎日新聞社                                                                    |
| 近畿圏 | 大阪府   | 大阪市       | 産業経済新聞社                                                                |
| 近畿圏 | 大阪府   | 大阪市       | 日本ペイント                                                                  |
| 近畿圏 | 大阪府   | 大阪市       | 武田薬品工業                                                                  |
| 近畿圏 | 大阪府   | 大阪市       | アステラス製薬                                                                |
| 近畿圏 | 大阪府   | 大阪市       | 田辺三菱製薬（三菱ウェルファーマ）                                            |
| 近畿圏 | 大阪府   | 大阪市       | 大日本住友製薬                                                                |
| 近畿圏 | 大阪府   | 大阪市       | 帝人                                                                          |
| 近畿圏 | 大阪府   | 大阪市       | 大和ハウス工業                                                                |
| 近畿圏 | 大阪府   | 大阪市       | ヤマトプロテック                                                              |
| 近畿圏 | 大阪府   | 大阪市       | シャディ                                                                      |
| 近畿圏 | 大阪府   | 大阪市       | 吉本興業ホールディングス                                                      |
| 近畿圏 | 大阪府   | 大阪市       | イートアンド                                                                  |
| 近畿圏 | 大阪府   | 大阪市       | ミルボン                                                                      |
| 近畿圏 | 大阪府   | 大阪市       | パソナグループ                                                                |
| 近畿圏 | 大阪府   | 大阪市       | エイブル                                                                      |
| 近畿圏 | 大阪府   | 大阪市       | アドウェイズ                                                                  |
| 近畿圏 | 大阪府   | 大阪市       | レナウン ※2020年倒産                                                          |
| 近畿圏 | 大阪府   | 大阪市       | トラスコ中山                                                                  |
| 近畿圏 | 大阪府   | 大阪市       | 錢高組                                                                        |
| 近畿圏 | 大阪府   | 大阪市       | 高松建設                                                                      |
| 近畿圏 | 大阪府   | 大阪市       | 日建設計                                                                      |
| 近畿圏 | 大阪府   | 大阪市       | 青木あすなろ建設                                                              |
| 近畿圏 | 大阪府   | 大阪市       | 長谷工コーポレーション ※創業地は兵庫県尼崎市                                  |
| 近畿圏 | 大阪府   | 大阪市       | ユニチカ ※創業地は兵庫県尼崎市                                                |
| 近畿圏 | 大阪府   | 大阪市       | 日本郵船 ※三菱グループの祖業                                                  |
| 近畿圏 | 大阪府   | 大阪市       | 東洋建設                                                                      |
| 近畿圏 | 大阪府   | 大阪市       | DOWAホールディングス                                                          |
| 近畿圏 | 大阪府   | 大阪市       | オービック                                                                    |
| 近畿圏 | 大阪府   | 大阪市       | クボタ                                                                        |
| 近畿圏 | 大阪府   | 大阪市       | コニカミノルタ ※コニカミノルタホールディングス発足に伴う                      |
| 近畿圏 | 大阪府   | 大阪市       | 長瀬産業                                                                      |
| 近畿圏 | 大阪府   | 大阪市       | 山善                                                                          |
| 近畿圏 | 大阪府   | 大阪市       | 阪和興業                                                                      |
| 近畿圏 | 大阪府   | 大阪市       | 近鉄エクスプレス                                                              |
| 近畿圏 | 大阪府   | 大阪市       | KNT-CTホールディングス（近畿日本ツーリスト）                                  |
| 近畿圏 | 大阪府   | 吹田市       | なか卯                                                                        |
| 近畿圏 | 大阪府   | 豊中市       | コナミグループ                                                                |
| 近畿圏 | 大阪府   | 東大阪市     | ハウス食品                                                                    |
| 近畿圏 | 大阪府   | 門真市       | パナソニックホールディングス（パナソニック）                                  |
| 近畿圏 | 大阪府   | 枚方市       | カルチュア・コンビニエンス・クラブ（CCC）                                     |
| 近畿圏 | 兵庫県   | 神戸市       | 神戸銀行 ※三井住友銀行発足に伴う                                              |
| 近畿圏 | 兵庫県   | 神戸市       | 川崎製鉄 ※JFEホールディングス発足に伴う                                       |
| 近畿圏 | 兵庫県   | 神戸市       | 神戸製鋼所                                                                    |
| 近畿圏 | 兵庫県   | 神戸市       | 三菱電機                                                                      |
| 近畿圏 | 兵庫県   | 神戸市       | 川崎重工業                                                                    |
| 近畿圏 | 兵庫県   | 神戸市       | 川崎汽船                                                                      |
| 近畿圏 | 兵庫県   | 神戸市       | 兼松                                                                          |
| 近畿圏 | 兵庫県   | 神戸市       | リブ・マックス                                                                |
| 近畿圏 | 兵庫県   | 神戸市       | コナカ                                                                        |
| 近畿圏 | 兵庫県   | 神戸市       | ジュンク堂書店（現・丸善ジュンク堂書店）                                      |
| 近畿圏 | 兵庫県   | 神戸市       | ユニリーバ・ジャパン                                                          |
| 近畿圏 | 兵庫県   | 神戸市       | トリドールホールディングス（丸亀製麺）                                        |
| 近畿圏 | 兵庫県   | 神戸市       | ダイエー ※イオンによる吸収合併                                                |
| 近畿圏 | 兵庫県   | 神戸市       | ノエビアホールディングス                                                      |
| 近畿圏 | 兵庫県   | 神戸市       | アコム                                                                        |
| 近畿圏 | 兵庫県   | 神戸市       | ナブテスコ                                                                    |
| 近畿圏 | 兵庫県   | 神戸市       | 上組                                                                          |
| 近畿圏 | 兵庫県   | 神戸市       | 岩谷産業                                                                      |
| 近畿圏 | 兵庫県   | 神戸市       | シンフォニア テクノロジー                                                     |
| 近畿圏 | 兵庫県   | 神戸市       | 住友ゴム工業                                                                  |
| 近畿圏 | 兵庫県   | 神戸市       | ワールド (企業)                                                               |
| 近畿圏 | 兵庫県   | 尼崎市       | AGC                                                                           |
| 近畿圏 | 兵庫県   | 姫路市       | 三城ホールディングス                                                          |
| 近畿圏 | 京都府   | 京都市       | SGホールディングス（佐川急便）                                                |
| 近畿圏 | 京都府   | 京都市       | マルハン                                                                      |
| 近畿圏 | 京都府   | 京都市       | はてな                                                                        |
| 近畿圏 | 滋賀県   | 草津市       | 日本旅行                                                                      |
| 近畿圏 | 奈良県   | 奈良市       | テイチクエンタテインメント                                                    |
| 近畿圏 | 奈良県   | 大和郡山市   | DMG森精機                                                                     |
| 中京圏 | 愛知県   | 名古屋市     | 東海銀行 ※三菱UFJ銀行発足に伴う                                               |
| 中京圏 | 愛知県   | 名古屋市     | 松坂屋 ※大丸松坂屋百貨店発足に伴う                                            |
| 中京圏 | 愛知県   | 名古屋市     | カゴメ                                                                        |
| 中京圏 | 愛知県   | 名古屋市     | 大東建託                                                                      |
| 中京圏 | 愛知県   | 名古屋市     | ミニミニ                                                                      |
| 中京圏 | 愛知県   | 名古屋市     | メイテック                                                                    |
| 中京圏 | 愛知県   | 名古屋市     | 豊田通商                                                                      |
| 中京圏 | 愛知県   | 常滑市       | INAX ※LIXIL発足に伴う                                                         |
| 中京圏 | 岐阜県   | 岐阜市       | イオンモール                                                                  |
| 中京圏 | 三重県   | 四日市市     | イオン                                                                        |
| 中京圏 | 三重県   | 津市         | 岡三証券グループ                                                              |

### 北関東・非三大都市圏の企業一覧
本社を移転させた、複数本社体制移行により東京が実質的な本社となった、または代表取締役は東京圏の企業一覧。
| 地方   | 都道府県 | 旧本社所在地 | 企業名                                             |
| ------ | -------- | ------------ | -------------------------------------------------- |
| 北海道 | 北海道   | 札幌市       | サッポロビール                                     |
| 北海道 | 北海道   | 札幌市       | 雪印メグミルク（雪印乳業）                         |
| 北海道 | 北海道   | 札幌市       | ニトリホールディングス（ニトリ）                   |
| 北海道 | 北海道   | 函館市       | ジャックス                                         |
| 東北   | 山形県   | 山形市       | ベガスベガス                                       |
| 東北   | 福島県   | 福島市       | 日東紡績                                           |
| 東北   | 福島県   | 郡山市       | IDOM（旧ガリバーインターナショナル）               |
| 北関東 | 群馬県   | 高崎市       | ビックカメラ                                       |
| 北関東 | 群馬県   | 高崎市       | ミツウロコグループホールディングス                 |
| 北関東 | 群馬県   | 前橋市       | ジンズ                                             |
| 北関東 | 群馬県   | 前橋市       | コシダカホールディングス（カラオケまねきねこ）     |
| 北関東 | 群馬県   | 館林市       | 日清製粉グループ本社（日清製粉）                   |
| 北関東 | 群馬県   | 太田市       | SUBARU（旧・富士重工業）                           |
| 北関東 | 群馬県   | 桐生市       | 平和（パチンコ）                                   |
| 北関東 | 栃木県   | 足利市       | レンタルのニッケン                                 |
| 北関東 | 茨城県   | 日立市       | 日立製作所                                         |
| 北関東 | 茨城県   | 日立市       | JX金属                                             |
| 北関東 | 茨城県   | 水戸市       | アダストリア                                       |
| 中部   | 静岡県   | 静岡市       | 伊藤園                                             |
| 中部   | 静岡県   | 静岡市       | ポーラ                                             |
| 中部   | 静岡県   | 浜松市       | 本田技研工業（ホンダ）                             |
| 中部   | 静岡県   | 浜松市       | 一条工務店                                         |
| 中部   | 長野県   | 長野市       | 信越化学工業                                       |
| 中部   | 長野県   | 長野市       | AOKIホールディングス                               |
| 中部   | 長野県   | 長野市       | カッパ・クリエイト（かっぱ寿司）                   |
| 中部   | 長野県   | 上田市       | ホテルルートイン                                   |
| 中部   | 新潟県   | 長岡市       | 北越コーポレーション（旧北越製紙）                 |
| 中部   | 新潟県   | 長岡市       | ヨネックス                                         |
| 中部   | 石川県   | 小松市       | 小松製作所                                         |
| 中部   | 石川県   | 小松市       | アパグループ                                       |
| 中部   | 石川県   | 加賀市       | DMM.com                                            |
| 中部   | 福井県   | 福井市       | 熊谷組                                             |
| 中部   | 福井県   | 福井市       | 前田建設工業                                       |
| 中部   | 福井県   | 福井市       | 飛島建設                                           |
| 中国   | 岡山県   | 岡山市       | ベネッセコーポレーション                           |
| 中国   | 岡山県   | 倉敷市       | クラレ                                             |
| 中国   | 広島県   | 広島市       | カルビー                                           |
| 中国   | 広島県   | 広島市       | オリエントコーポレーション                         |
| 中国   | 広島県   | 広島市       | ライフカード                                       |
| 中国   | 広島県   | 広島市       | フジタ                                             |
| 中国   | 広島県   | 呉市         | 五洋建設                                           |
| 中国   | 山口県   | 岩国市       | ビッグモーター                                     |
| 中国   | 山口県   | 山口市       | ファーストリテイリング（ユニクロ）                 |
| 中国   | 山口県   | 周南市       | トクヤマ                                           |
| 中国   | 山口県   | 宇部市       | UBE                                                |
| 四国   | 徳島県   | 鳴門市       | 大塚製薬                                           |
| 四国   | 愛媛県   | 四国中央市   | 大王製紙                                           |
| 四国   | 愛媛県   | 四国中央市   | 大王海運                                           |
| 四国   | 愛媛県   | 四国中央市   | ユニ・チャーム                                     |
| 四国   | 愛媛県   | 新居浜市     | 住友金属鉱山                                       |
| 四国   | 愛媛県   | 新居浜市     | 住友化学                                           |
| 四国   | 愛媛県   | 新居浜市     | 住友重機械工業                                     |
| 四国   | 愛媛県   | 新居浜市     | 住友林業                                           |
| 四国   | 高知県   | 高知市       | キタムラ・ホールディングス（カメラのキタムラ）     |
| 九州   | 福岡県   | 北九州市     | 日本製鉄（旧官営八幡製鐵所）                       |
| 九州   | 福岡県   | 北九州市     | 日産自動車（旧戸畑鋳物）                           |
| 九州   | 福岡県   | 北九州市     | プロテリアル（旧戸畑鋳物→旧日立金属）              |
| 九州   | 福岡県   | 北九州市     | 出光興産                                           |
| 九州   | 福岡県   | 北九州市     | 若築建設                                           |
| 九州   | 福岡県   | 福岡市       | ソフトバンクグループ                               |
| 九州   | 福岡県   | 福岡市       | ヤクルト本社                                       |
| 九州   | 福岡県   | 福岡市       | プレナス（ほっともっと・やよい軒）                 |
| 九州   | 福岡県   | 福岡市       | ロイヤルホールディングス（ロイヤルフードサービス） |
| 九州   | 福岡県   | 福岡市       | タマホーム                                         |
| 九州   | 福岡県   | 久留米市     | ブリヂストン                                       |
| 九州   | 佐賀県   | 鳥栖市       | 久光製薬                                           |
| 九州   | 長崎県   | 長崎市       | 三菱重工業（長崎造船所）                           |
| 九州   | 長崎県   | 長崎市       | リンガーハット                                     |

### IT産業
インターネットは場所に関係なく世界中に情報発信ができることから、2000年代頃まではIT産業が地方活性化の起爆剤として期待された。ところが、東京から離れた地域にもIT産業が集中する地域はあるものの、全体的には首都圏にIT産業が集中する傾向が強い。
企業の本社が首都圏に集中していることから、本社機能である情報システム部門や情報子会社は首都圏に集約化される傾向がある。そのため、データセンターの技術者（カスタマエンジニア：CE）を除いたITベンダーも首都圏に集中せざるを得ない状況となり、日本のIT業界の9割は東京に集中していると言われている（情報通信業の上場企業の83.1%〈130社中108社〉が東京を中心とする京浜埼葉に立地している）。また、ネットインフラが人口密集地帯から優先して整備されることや、リモートワークではなく「直接顔を合わせる」ことが依然として重要であると考えられていることもその背景にある。
むしろ通信・輸送費用の低下で商圏が重なっていくため淘汰が起き、通信や交通技術の発展も国レベルでは東京と東京から離れた大都市（福岡市など）への集中を促していく可能性もある。

### 金融
メガバンクや大手証券会社は、物流コストをほとんど持たない上に、顧客（特に大企業）が集中し、かつ情報収集がしやすい東京都心（特に千代田区）に、以前から本社機能を集中させている。
証券取引所などにおいても東京証券取引所への集中が顕著で、二番手の大阪証券取引所、三番手の名古屋証券取引所、その他の地方証券取引所は、その上場企業数の減少に苦慮している。IT企業、ベンチャー企業においても、最初から東京の新興市場への上場を目指す傾向が強くなり、地方上場から「出世」していくという昔からのパターンは少なくなっている。
また、1967年の神戸証券取引所の廃止、2000年3月の新潟証券取引所と広島証券取引所の廃止（東証への編入）、2000年7月の東証のテリトリー制の廃止などにより東証への集中が進んでいる。1998年に証券市場と店頭市場との住み分けが廃止されたことに対応して、東証以外の証券取引所でも、大証のナスダック・ジャパン（現・ヘラクレス）、など、新興企業向け市場を開設したものの、上場企業の発掘は当初の期待通りには進んでいない。
株式売買高でもかつては東証のシェアは60%から70%程度だったが、ネット証券会社の急速な伸張などもあり、90%を超え、2003年には95%に達している。また、取引が少ないなどの理由により重複上場を廃止する企業も多い。こうした東証への過剰な集中は災害や事故には極めて脆い。1997年8月、2005年11月の東証のシステムダウンによる売買停止はこれを如実に示す事態となった。
中央省庁の意識の一例として2010年5月になされた報道によると、名古屋市にある中部大阪商品取引所が単独での存続が困難であることから大阪市にある関西商品取引所との合併協議を進めていた件について、経済産業省が難色を示したこともあり、合併が困難になったとされる。報道によれば、両商取の理事長同士による会談の結果として合併が有力となったものの、同省が「商品先物市場の機能は東京に集約すべきだ」と否定的な見解を示したとされ、後に解散した。
2013年7月12日には大阪証券取引所が東京証券取引所との経営統合により、株取引を東証に移管し、134年にもわたる大阪での株取引の歴史に幕を閉じた。

### 外資
特に日本の主要金融機関との取引が重要なゴールドマン・サックスやドイツ銀行、モルガン・スタンレーなどの欧米銀行、コンサルティングファームの進出は顕著で、日本の時価総額上位企業（TOPIX Core30、TOPIX Large70）や三菱・三井などの財閥系企業にとってなくてはならない存在になっている。
またIBM、マイクロソフト、オラクル、NCRなどのIT企業、LOUIS VUITTON、エルメスなどの高級ブランド店も首都圏に日本の本部となる部署を置いており、日本企業がこれらの企業と取引をするコストの面でも、更に集積を発展させる要因となっている。

## マスコミ
東京都に本社を置くマスメディアによる全国紙は世界的に見ても発行部数では圧倒的な存在であるほか、キー局制度の確立により、大手新聞社とテレビやラジオといったメディアネットワークがクロスオーナーシップとしてすべて東京に拠点を置いている。中央官僚と密接に結びついた記者クラブを通し全国へ向けて発信する体制が確立し、東京からの情報が瞬時に全国に流れている。このような体制は報道のみならず芸能や文化にも影響しているほか、出版業界も東京への一極集中が見られる。
さらに東京内でも一極集中があり、大手全国新聞5紙と通信社2社（朝日・産経・日経・毎日・読売と共同・時事）は港区の共同通信を除いて千代田区と中央区、民放テレビ5大キー局は日本テレビ汐留移転をもってすべて港区に立地している。

### 芸能事務所
名古屋に本社を置くセントラルジャパンは、東京での芸能活動を円滑に行うことを念頭に、2001年に東京にオフィスを設置。同時に会社名も、株式会社名古屋セントラルジャパンから株式会社セントラルジャパンへと社名変更している。

## 交通

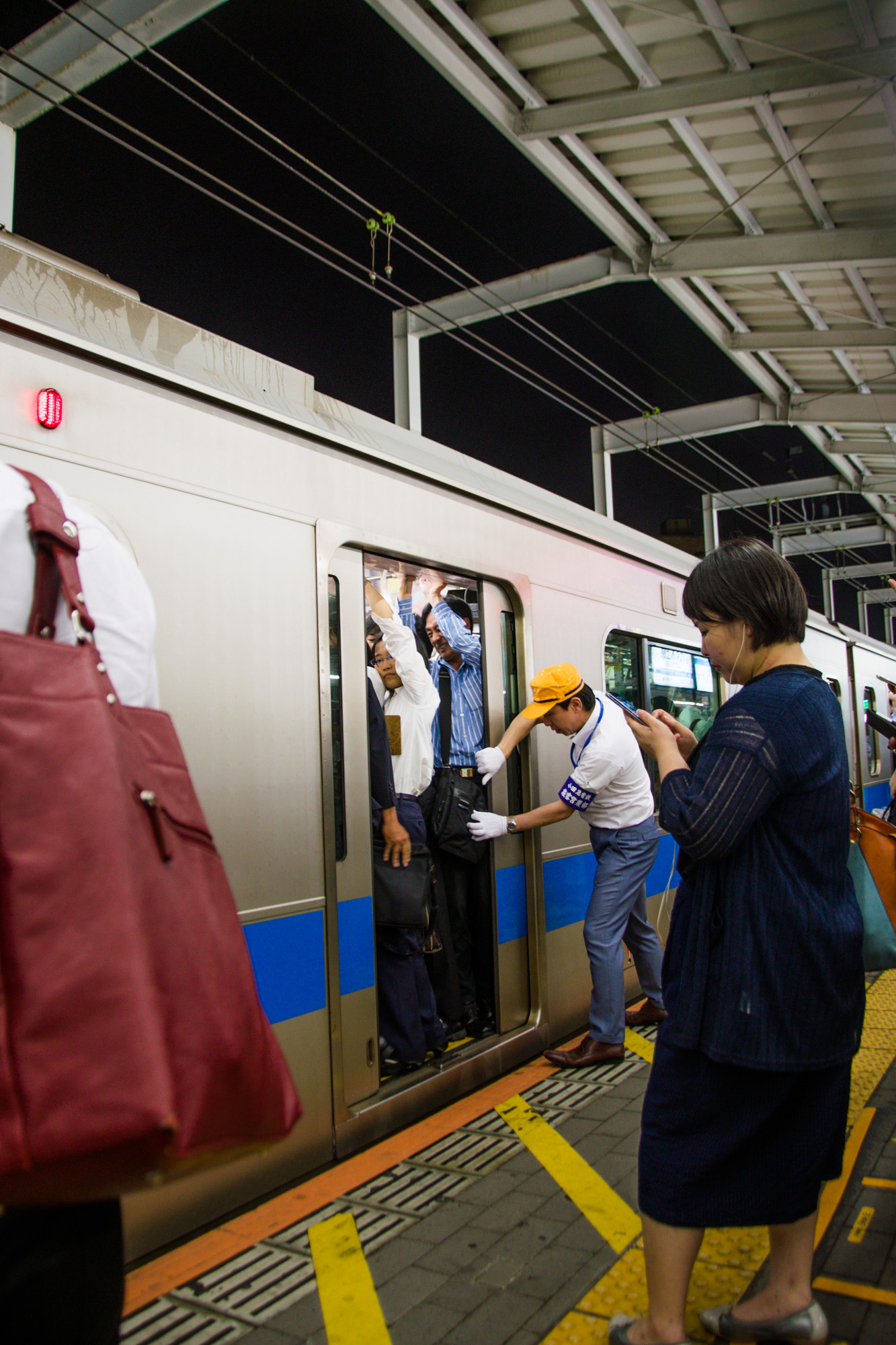
ラッシュ時に乗客を押し込む押し屋

交通網にも、集中することで利便性が高まる面がみられ、また東京一極集中を前提とした経済活動は、交通網にも大きな影響を与えている。
東京近郊の鉄道網が次々と東京に乗り入れすることにより、東京の通勤圏は拡大の一途をたどった。1990年代半ば以降、いわゆる都心回帰の現象により通勤圏の拡大は止まっている。しかし、業務機能が集積した都心を中心として、そこから郊外に鉄道や道路が伸びる放射状の交通網が形成されているため、ラッシュ時などの満員電車や交通渋滞については、以前より緩和されているものの、根本的に解消される見通しは立っていない。
関東平野の外側を迂回する交通ルートについては、道路網が比較的整備されているのに対し、鉄道網はあまり整備されていないほか、路線によっては規格も低い。
空路では成田国際空港に国際線が集中している。また、国内線では羽田空港が全国各地の空港を結ぶ一大拠点となっているが、その便数の多さから飽和状態となっていたことから、全面的な沖合展開および、その後に新たにもう1本の滑走路を建設するなど、施設の増強が続いている。上記の両空港は、関西にある2つの空港とともに混雑空港に指定され、利用にあたっては特に許可が必要である（羽田空港発着枠も参照）。
高度成長以降、新幹線や高速道路、空港など東京を中心とするインフラ整備が進められてきた。各地方から東京への利便性が上がるとともに、地方経済・活力が東京へ吸い取られるストロー現象が起き、東京一極集中に拍車をかけているとも言われている。また、東京へ向かうインフラ整備は進んだ一方、東京以外の地域へのインフラ網の整備は遅れているともされる。

### 新幹線とストロー効果
新幹線建設は特に東京一極集中との関連が高く、東海道新幹線、山陽新幹線、東北新幹線、山形新幹線、秋田新幹線、上越新幹線、北陸新幹線のいずれも、首都圏との所要時間が3時間以内程度の地域では東京へのストロー効果を生み出し、新幹線開業により東京に本社を置く大企業の地域支店が集約された一部の支店経済都市を除けば、例外なく地域の衰退、若者や青年層の首都圏への人口流出を招いている。2015年春に完成した北陸新幹線でも歴史的・文化的に見ても関西圏とのつながりが深く、旅客流動においては東京圏よりも関西圏との方が多い北陸3県地域の東京圏化が進み、ストロー効果を生み出すものと懸念されている。また、2034年以降に開業予定のリニア中央新幹線でも山梨県や長野県南信地方から東京へのストロー効果を生み出すという見解がある。

### 北海道
歴史的に松前、江差など渡島半島の日本海側から開けたという経緯や、松前や江差を発着地としていた北前船との関係もあり、鉄道がなかった江戸時代以前は東北地方の日本海側と同様、江戸よりも上方との交流が深く、現在でも関西において昆布の消費量が多いのは江戸時代以来の歴史的な結びつきの名残である。
しかし明治に入って東京と青森の間が鉄道で結ばれ、青森と函館との間の青函連絡船を介して東京と結ばれるようになると徐々に東京志向へと傾斜していった。さらに戦後の高度経済成長期以降は空港の整備によって東京との時間的距離が縮まるようになり、1970年代後半には羽田空港と千歳空港の間に大型ジェット機が就航し、千歳以外の道内各空港もジェット化されて、道内と東京を結ぶ航空路線は質量ともに増強されるようになった。さらに1980年に千歳空港駅が開業して空港と鉄道路線が直結するようになって、その後の千歳空港の新千歳空港への移転による増便や、LCCの出現による航空運賃の低下などによって、さらに北海道の東京志向に拍車をかけるようになり、現在では羽田空港と新千歳空港を結ぶ路線は日本の国内線では最大の輸送量を誇る航空路線になっている。また、鉄道路線においても1988年には青函トンネルが開通して東京と北海道の間が鉄道でも直結するようになり、その後の東北新幹線の延伸、さらには2016年の北海道新幹線の新函館北斗駅までの開業によって、特に道南地域では東京志向が高まってきている。

### 東日本の日本海側
元来東日本の日本海側（東北地方のうち青森県津軽地方、秋田県、山形県、北陸地方のうち新潟県）は、関東地方との間に奥羽山脈や三国山脈と、険しい脊梁山脈が横たわっている地形上の理由や、北前船との関係から、江戸時代は特に近畿（大坂）との交流が深く、北奥羽方言や佐渡弁などの伝統的方言や伝統文化にも関西色が残っている。鉄道がなかった江戸時代までは、人々の行き来も関東よりも、関西との交流が盛んであった。
しかし明治以降、鉄道網の整備で東京志向へと変わり、さらに戦後の高度経済成長期の集団就職での首都圏への大量流入が進み、昭和末期に東北新幹線や上越新幹線の開業と東北自動車道や関越自動車道の全通によって、ますます東京志向が顕著となった。平成になれば庄内空港の開港、山形新幹線や秋田新幹線の開通がよりそれを促進させた。また、北陸新幹線開業に伴う鉄道網の再編に伴い、新潟県内の拠点間における旅客輸送の分断も指摘されている。
これらの改善策として、日本海東北自動車道（日東道）や羽越新幹線の建設のほか、新潟から大阪までのフリーゲージトレインによる新幹線直通運転や新潟大阪間の交流強化、交通インフラストラクチャーの整備による東北日本海側から関西方面との経済交流、活動を促進させていくという日本海国土軸構想もあるが、羽越新幹線の需要やフリーゲージ新幹線や実現困難な難題も多く、動きは鈍い。

### 九州
- 1969年に福岡都市圏の板付空港（現・福岡空港）がジェット機対応へ拡張されたのを皮切りに、1970年代には佐賀県[注釈 5]を除く他の九州5県も空港のジェット機対応化に伴う移転が行われた（例えば鹿児島空港は1972年太陽国体に合わせ鹿児島市内の鴨池から現霧島市の溝辺町へ移転[注釈 6]）。この結果、羽田 - 福岡便は羽田 - 新千歳便に次ぐ世界第2位の利用者数を有する航空ドル箱路線となった。
- 福岡県の北東部、北九州市を中心とする関門都市圏は21世紀初頭まで長らくジェット機発着空港がなかったため、首都圏志向よりも京阪神志向が強い地域であったが、手狭だった北九州空港が2006年2月に現在地へ移転され九州本島の定期便発着空港は全てジェット機対応となり羽田空港 - 北九州空港を結ぶジェット機が就航されるようになり、関門都市圏でも首都圏志向へのシフトが進んでいる。
- 九州では福岡市への「福岡一極集中」が生じている[30]。21世紀に入り九州新幹線が開業、西九州新幹線が開業後は佐賀・長崎両県も福岡市へのストロー効果が加速すると見込まれる[要出典]。
- 大分県と宮崎県は東九州新幹線の計画があるものの、整備新幹線ではなく開業時期は未定である。両県は内陸部を除き京阪神・名古屋志向が強い傾向であり、特に阪神とは航空機やフェリーによる結び付きが強い。とりわけ宮崎県は福岡市へも遠いことから、未だに海路や空路での本州志向が強いままである[要出典]。

## 皇室
明治天皇・大正天皇・昭和天皇と、近代になって東京に生活の場を移してからの天皇も、即位の礼に関しては京都府の京都御所に戻り行っていたが、1990年（平成2年）の上皇明仁の即位の礼は、日本史上初めて東京の皇居で行われた。

## 東京圏内での転出入
総務省の「住民基本台帳人口移動報告（2018年結果）」において、2018年の時点での東京圏を確認すると、転入者が転出者を2万9868人上回る転入超過であった。都県別に転入超過数の内訳を見ると、東京都は7万9844人、埼玉県2万4652人、神奈川県2万3483人、千葉県1万1889人と、全ての都県で転入超過となっている。伸び率では千葉県のみ縮小したが、その他は拡大しており転入超過幅は前年より1万4338人多くなった。依然として東京圏は全国各地から人々を飲み込み続けているのである。しかし、東京一極集中といっても、東京圏のすべての市区町村に地方から多くの人口が流れ込んでいるわけではない。東京圏にある212市区町村のうち転入超過だったのは政令指定都市や東京8区といった人口集中地区を中心とする124であり、全体の58%に過ぎない。残りの88の市町村では転出超過となっている。転入超過数の市町村ランキング全国1位は東京都区部（東京23区）の6万909人である。23区以外でも東京都は、6位に小平市（2165人）、1位に調布市（2155人）がランクインしている。年齢別に見ても、4 - 6歳の転入超過数は23区が7万5975人で東京都への転入は全国の中で突出して多い。
｢東京都住民基本台帳人口移動報告」（2017年）が東京都と隣接3県（埼玉、千葉、神奈川）との転出入についての実態を詳述している。東京都民の場合、特徴的なのは都内で移動している人が多いことである。住み替えた人は3万1214人に上る。地価が高く、適当な間取りの物件を手に入れづらく、地方から移り住んだ人などを中心に賃貸物件を選んでいる人も多い。結婚や子供の成長などで手狭になったり、東京圏の中で勤務地が変わり、通勤に時間がかかるようになったりすると、自分に適した物件へと引っ越すケースが少なくない。渡り歩くように引っ越しを繰り返す人も珍しくない。「東京都住民基本台帳人口移動報告」によると、23区相互間で移動した人が4万1652人と約6割を占めている。23区と多摩地域など市町村部間の引っ越しは8万4157人、市町村部内での引っ越しは6万5405人である。これを23区と市町村部との間の転出入として捉え直すと、23区への転入超過が1057人となっている。長い通勤時間を忌避し、タワーマンションなど都心部へと引っ越す層が増えていることを裏付ける数字のひとつといえる。隣接3県との動きも激しい。23区から見た転入超過数が最も多いのは、神奈川県で5072人、千葉県が1402人であるが、埼玉県に対してだけ2297人の転出超過となっている。多摩地域を中心とした都内の市町村部は、神奈川県から1887人の転入超過だが、23区だけでなく、埼玉県へ505人、千葉県へ411人の転出超過となっている。また、隣接3県以外の道府県から東京都への転入超過数を見ると、23区へは5万5924人、東京都内の市町村部へは1万4426人で、地方から隣接3県へは4万9429人である。23区、特に山手線の内側は地価や家賃が著しく高いため、生活には苦労が伴う。

### 神奈川県
「東京都住民基本台帳人口移動報告」によると、さいたま市を除くすべての政令指定都市との間で東京都への転入超過となっているが、その数が最も多いのは横浜市で4756人である。次いで大阪市の2827人、名古屋市の2187人であった。これら3市は人口規模が膨大であるため絶対数も大きいのだが、横浜市は同じ神奈川県内の政令指定都市である川崎市は450人、相模原市は905人の転出超過にとどまっており、その突出ぶりが際立っている。2019年（令和元年）時点で、金沢区が980人の減少と最も多く、次いで瀬谷区（643人)、旭区（600人)、泉区（466人）、栄区（436人）、磯子区（260人）、港南区（140人）といずれも市内南西部であり、それらは高度経済成長期からバブル期にかけて住宅地として開発された地域が多くを占めている。横浜市の場合、同じく大規模な政令指定都都市である大阪、名古屋の両市を比べると独自の様相を呈している。人口こそ日本で最も多いが、政令指定都市でありながら東京圏に内包されており、東急田園都市線沿線を中心に市民の意識は東京都心部に向かいがちである。また県内に川崎市、相模原市という政令指定都市も存在するため、周辺エリアから一方的に人を集めるという形でもない（特に川崎市は工業都市でもあるため、ある程度の雇用吸引力もある）。横浜市によれば、同市への転入超過で一番多いのは東京圏を除く43道府県で8573人、次いで国外からの7043人、県内では横須賀市や鎌倉市などの横須賀三浦地区から376人、小田原市や南足柄市などの県西地区から149人であり、いずれも北部（港北区・都筑区等）への増加が著しい。これに対して、転出超過となっているエリアは幅広い。転出超過数が最も多いのは、東京都で5477人 (23区が4221人、市町村部が1256人）となっている。大田区や世田谷区などの城南地域、町田市などへ引っ越す層も多く、｢職住近接」ばかりではなく少しでも通勤時間が短くなるエリアを住み替え先として選んでいるケースも少なくない。千葉県と埼玉県にも転出超過となっており、合計で250人である。横浜市にも両県に高齢者向け住宅や施設を求める人は少なくない。さらに県内各地への流出も多く、転出超過数で県内最多は川崎市への1136人、相模原市へも707人で県内2つの政令指定都市に吸い取られつつあり、これ以外にも、平塚市や藤沢市のある湘南地区、厚木市や大和市のある県央地区に転出超過となっている。子供の成長に伴って手狭になった住宅からの住み替えや、定年や高齢期を迎える前に丘陵地の住宅街から平地へと引っ越すという層（多くは子供世代が独立した50代後半の年齢層）が中心であると考えられている。

### 埼玉県
総務省の「住民基本台帳人口移動報告（2018年結果）」によれば、転入超過数はさいたま市が全国3位の9345人で全ての区で人口が増加している。これ以外にも、川口市が3432人（10位）、越谷市2258人（5位）、八潮市1903人（3位）などが上位に名を連ねる。さいたま市の場合、2018年9月に130万都市となったが、同市の資料によれば2013年以降は転入者の約6割が15 - 39歳である。東北新幹線新青森駅延伸や北陸新幹線金沢駅延長が相次いだこと、埼京線や湘南新宿ラインなどの鉄道路線の充実で東京都心部へのアクセスがよく、各種の「住みやすさ調査」で上位にランキングされるように若年層の人気が続いている。2017年時点の同市の転入超過の実態を5歳階級別にすると、15 - 19歳1985人、20 - 24歳1300人、25 - 29歳1346人など川崎市と同様に若者を惹きつけながら人口増加が続いてる。
総務省の「住民基本台帳人口移動報告」によれば、65歳以上も全国3位の527人である。同県の「統計ア・ラ・カルト」も、85歳以上の女性の転入の多さを紹介している。高齢者向け住宅や施設に入所するため、東京都などから移り住んでいる実態が浮かび上がっており、埼玉県への転出入を都道府県別で見ると転入者、転出者ともトップ3は東京都、千葉県、神奈川県で占められている。東京都に対しては3万6742人、千葉県には2953人、神奈川県には1267人の転入超過となっており、東京圏内の県境を跨いだ人の動きとしては埼玉県が一手に人口を集めている形である。地価が高く特別養護老人ホームなどの整備が進まない東京都心の特別区などは、近年住民の高齢化によって介護難民の増加が懸念されている。施設の受け入れ能力に多少の余力が残っている埼玉県が、東京圏の主要な介護の受け皿地域となっている。

### 千葉県
2018年時点で千葉県は1都3県の中で転入超過の伸びが縮小した。転入超過数ランキングでは政令指定都市に肩を並べるように全国8位となったのが、首都圏新都市鉄道つくばエクスプレス開業で開発が進んだ4381人増の流山市である。0 - 1歳が818人で、さいたま市の1260人に次ぐ全国2位である。同市は子育て支援策に力を入れており、子育て世代の転入が増えている。総務省の｢住民基本台帳に基づく人口、人口動態及び世帯数」（2018年1月1日現在）によると、流山市は東京都中央区に次ぐ全国2位の人口増加率 (2.67%) となっている。流山市に続くのが、3499人増の船橋市（全国9位）、2911人増の柏市（1位）、2780人増の千葉市（3位）である。このうち、柏市は0 - 1歳が692人増で全国3位に入り、全国1位となった3362人の流山市を筆頭に船橋市（1位）、市川市（2位）、千葉市（3位）、柏市（7位）が並ぶ。このように、千葉都民ともいわれてきた東京都心のビジネス街にアクセスのよいエリアでは、働き手世代や子育て世帯の流入が目立つ一方で、成田市は2246人の転出超過（全国5位）であり、東京都心部に通うには遠いエリアでは人口流出が見られる。同じ千葉県でも人口の動きにはかなりの違いが見られるのだが、成田市の場合には転出超過のうち、2007人が外国人という特殊性もある。八街市や鎌ケ谷市などでも外国人住民の流出が目立ってきている。

## 問題点

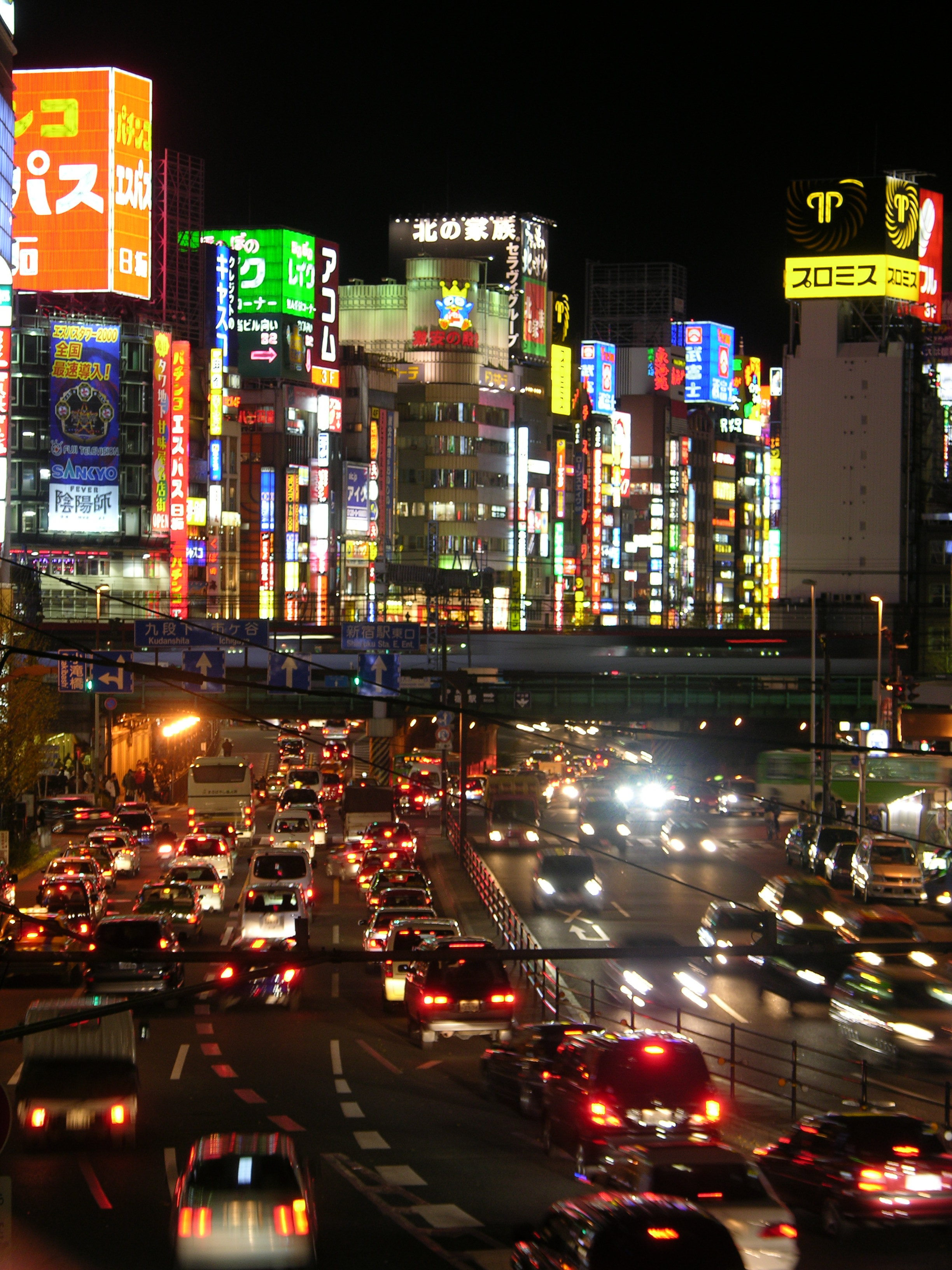
新宿

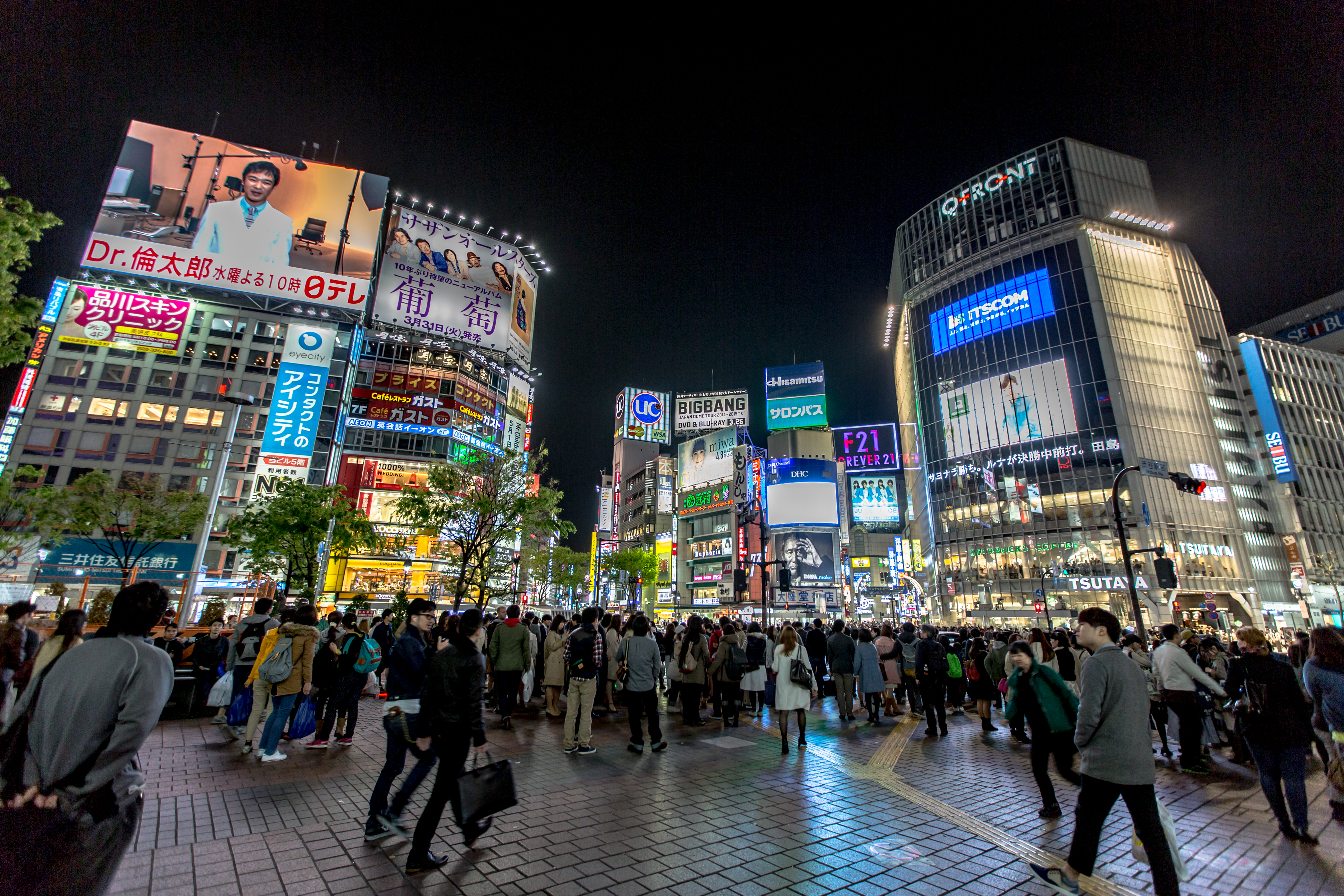
渋谷

### 過密
依然として劣悪な住宅環境、慢性的に渋滞する道路、殺人的な通勤ラッシュなど、過密問題を引きずっている。

### リスクへの脆弱性
過剰に東京に一極集中した結果、地震や洪水などの自然災害や、大規模な感染症の流行、テロや戦争などの大規模な争乱が発生すると、日本の中枢機能が破壊されるという危険をはらんでいる。他の世界的な大都市であるニューヨークやロンドンなどの世界都市と比較すると、東京は地震の危険に常時さらされており、また横浜から千葉に至る東京湾岸地域は、いずれも地盤条件の悪い所に都市が発達しているため、地震による地盤の液状化や各種のライフラインの損傷などの重大な被害が発生する可能性がある。ミュンヘン再保険会社によれば、ハザード（Hazard:その地域を襲う災害）×エクスポーズド・バリュー（Exposed Value:その地域の経済的価値）×バルネラビリティー（Vulnerability:その地域でとられている災害対策）により得られる東京・横浜の災害リスク指数は700と、2位のサンフランシスコ市の200に比べ格段に大きい。
2006年には、東京湾沿岸の送電線が一箇所切断されたことにより、半日間中枢機能が麻痺する2006年8月14日首都圏停電が発生した。中枢機能の麻痺は経済活動に打撃を与える危険性が高いが、過密な東京都区部を避けて、近隣の神奈川県、埼玉県、千葉県、多摩地域などに移転する政府機関や企業もある一方、大企業の本社の地方移転は進んでいない。
本来は災害に強いはずのインターネットも、ネットワークを相互接続するインターネットエクスチェンジが各地域には一応あるものの東京に一極集中しているため、脆弱であると指摘されている。

2011年3月に起きた東北地方太平洋沖地震とそれに付随した帰宅難民、福島第一原子力発電所事故の影響（輪番停電など）により、東京圏は大混乱に陥った。
 また、歴史的に見ても関東は大地震（南関東直下地震）が起きる可能性が非常に高く、今後30年以内に発生する確率が70%とされていたが、東北地方太平洋沖地震によって誘発される危険性が高まったとされる。なお、南関東は地質的にはフォッサマグナの中に位置し、またプレートの境界線に位置するため房総沖や相模沖（関東地震）など巨大地震の巣窟となっている。
また東京は太平洋側の平野部に位置するために、渇水になりやすいという気候的特徴を持っており、高度成長期に問題となった（東京大渇水を参照）。

### 東京圏以外の各地の衰退
- 東京圏に人・モノ・資金・情報・サービス・機能・娯楽が集中することにより、東京圏以外は経済的に衰える地域が多い。大学の卒業生や各界の著名人が、地域に留まらず、東京へ多量に流入している。特に、平成以降は企業の東京への本社機能集約の結果として、就職先は東京というケースが激増している。
- 国内において第2の規模の大都市圏であり昭和の頃にはほとんどが地元の企業に就職していた京阪神圏の大学の卒業生でさえ、就職は首都圏というケースが2000年以降は急増している[37]。
- グローバル化が進むと同時に、少子化が進行し、売り手市場に転じた大学生の大企業志向が強まる。しかしその受け皿となる企業は東京に集中しているため定住先が東京圏となり、人口流入も非常に多い。故に地方での教育無償化は、地元住民の税金で学生を育てさせられて東京の企業に奪われるという二重の弊害すらある。長期的には、地域の優秀層が空洞化すると次世代の優秀層が薄くなり地域の停滞が深刻化する恐れもある。

### 資産格差の発生
産業構造上、本社、金融保険業等のサービス業が集中する一方、地方の産業が製造業や農林水産業を基幹産業としていることで、海外直接投資による地方における産業の空洞化、発展途上国との競争、親企業との取引条件の悪化、関税障壁の低減化、規制緩和・民営化による影響 などの困難な課題に直面している。
雇用面では、有効求人倍率と最低賃金の2つの指標を取り上げれば、地域別有効求人倍率(月間有効求人数/月間有効求職者数・平成19年6月)は、1.0未満が北海道、東北、四国、九州、1.1台が南関東、関西、中国、1.2台が北陸、1.3台が北関東・甲信越であり、愛知県の倍率の高さに牽引される東海は1.6台である。東京を含む1都3県は、周辺3県が1.0前後であるのに対し、東京都は1.39であった。最低賃金については、平成18年時点の地域別最低賃金改定状況による最低賃金時間額が660円を超えているのは、関東、中部、関西の各県のみである。最高額の東京都は719円、最低額の青森、岩手、秋田、高知、沖縄の各県は610円である。大都市圏以外の地方では、低い最低賃金が賃金水準を規定しているものとみられる。東京では2020年オリンピック決定後ミニバブルといわれるくらいの地価上昇があった一方、地方とくに北海道、東北、四国、九州ではいまだ雇用増にいたらず、景気回復の産業別・地域別偏在化がみられる。
行財政面では、税と同じく使途を制限されない一般財源である地方交付税の削減と、公共事業の削減が地方の財政経済を直撃している。地方交付税は、市町村合併促進のムチとして使われ、地方とくに過疎地域において大きく削減されている。また、「構造改革」として進められている規制緩和についても、地方都市では、規制緩和が進んでも、オフィスビルなどの潜在需要が乏しいため、制度を活用することが難しい場合が多い。このため、規制緩和は大都市圏と地方圏の格差を拡大する一因となっている。
逆に資本家側からすると労働者を使い捨てしやすい体制であり、それが政府の事実上の東京一極集中推進政策につながっているのではないかという指摘もある。
このように、東京への人や企業の集中、集積の経済による生産性の向上は地価や賃料の上昇をもたらし、東京の地価が地方の地価に比べて大きく上昇することで、既に東京で土地を持つ者とそうでない者との間に大きな資産格差を発生させる。

### 規模の不経済
巨大都市は集積の不経済を伴う可能性をはらんでいる。経済協力開発機構 (OECD) のレビューでは約700万人までは大きいほど富裕であることを意味するが、その限度を超えると大都市圏の規模と所得は負の相関関係になるとしている。

### 莫大な電力供給やインフラ整備の必要性
人口が増え、郊外に加速度的に都市圏が広がることにより、鉄道網、道路網など莫大なインフラストラクチャー（インフラ）整備が必要となるが、都心部の土地の価格は比較的高値であることから、インフラ網の整備には巨費を投ずることになる。また、大都市圏化による通勤時間の長時間化は労働生産性の低下をもたらす。
東京一極集中を支えるためには膨大な電力供給が必要となる。しかし、それを支えるための原子力発電所は消費地である首都圏から遠く離れた福島県や新潟県（ほか、東京～岡山に匹敵する700km離れた青森県にも建設中）に立地している。

### 女性の東京一極集中と少子化
少子化対策のために各自治体が婚活イベントを行うなどの対策を行っているが、上述のように女性が地方から東京への流出が止まらないため男女比の不均衡が大きくなり、結果として地方の人口減少に歯止めが掛からなくなる。その原因としては、女性の進学率の向上により、それを通して多様な働き方や生き方を求めた結果として東京への移動が増えていることが挙げられる。東京と異なり、地方では男女の役割の固定観念、すなわちジェンダーバイアスが根強く残っているため結果的に首都圏への女性流出を招いているという意見もある。東京都への女性の移動は、1996年に「転出超過」から「転入超過」に変わり、その傾向は現在も続いている。男性の場合、後述のテレワークの導入などの対策により、東京への集中が緩やかとなっているが、女性は地方回帰が進まず転入超過に歯止めが掛からないため、結果的に東京一極集中は女性によって維持されている。

## 対策
さまざまな取り組みが官民で行われているが成果は乏しく、むしろ年々一極集中は加速しており、平成期において各地方の人口減少が続いた中、首都圏だけが約1100万人の人口増加となっている。バブル崩壊やリーマン・ショック、コロナ禍などのたびに一時的に地方に分散するが、すぐ戻る現象が繰り返されている。
日本では第二次世界大戦後、池田内閣が1960年に所得倍増計画において太平洋ベルト地帯構想を打ち出したが地方の反発にあい、それを受けて1963年に策定された全国総合開発計画（一全総）では、「地域間の均衡ある発展」を掲げた。続く1969年の新全国総合開発計画（二全総、新全総）でも、新たに大規模工業開発地域を定め、工業生産の核となる地方地域開発を狙った。そして第三次全国総合開発計画（三全総）が策定された1970年代には、日本列島改造論や革新自治体の台頭もあり、地方の時代と呼ばれる中央集権から地方分権を志向した主張が盛り上がりを見せた。
1987年の第四次全国総合開発計画（四全総）では東京一極集中への対策として、明確に「多極分散型国土」を形成することを国土利用、開発の指針とした。これを受けて翌年の1988年には多極分散型国土形成促進法が成立し、国に対し東京からの国の行政機関等の移転の努力、ならびに民間に関しても過度の集中を避け、国土への適切な配置を図るために必要な措置を図ることが定められた。
1998年の21世紀の国土のグランドデザイン（五全総）では、これまでの拠点、極による日本国土全体の発展から、国土軸という地域的まとまりを重視し、またその趣旨に合致するように、中央による下達的な地方の開発から地方の自立、地方主体の国土利用を目指すこととした。高度経済成長期以降、国の国土に対する方針は太平洋ベルトへの工業の集中、後に東京一極集中という問題に対して、地方の意見や批判も踏まえ、目標としては、一全総から五全総まで一貫して集中の解決を目指していた。
1990年代には首都機能移転論争もあったがマスコミ主導の根強い反対論が沸き起こり、その後完全に立ち消えになった。2000年代には道州制や地域主権など地方分権論争が活発化し、副首都構想なども提起されているものの、国としての具体的な対策はほとんどとられず、2010年代にこれも立ち消えとなった。東北地方太平洋沖地震(東日本大震災)による混乱から過剰な東京一極集中への危惧も出たが、むしろ震災以降は特に被災地である東北地方からの人口流入が急増しているため、依然として東京への一極集中は続いている。日本経済団体連合会（経団連）やマスメディアの反応も非常に鈍いものがあり、東京一極集中是正の必要性についてはほとんど取り上げられることはない。
震災による影響が一段落し始めた2013年以降は、積極的に地方の若者に首都圏での就職活動が行いやすいように、政府としての後押しも始まったり、東京都の法人税を下げ、東京に企業の集積を図る国家戦略特区の構想さえ出てきており、東京とその周辺への一極集中の是正は全く図られていないどころか、むしろ北陸新幹線、北海道新幹線の整備など国策で東京一極集中をより積極的に促す政策が議題の中心になっている。このことは「日本のシンガポール化」と表現される。
人口転入超過数の統計を見ると、関東地方の外側から首都圏1都3県への人口転入超過数が多い地域として、近畿地方と東北地方全域や新潟県を中心とする地域が最も多く、これは関西経済の地盤沈下、東北地方・新潟県の衰退と東京一極集中が比例している証拠と考えられる。したがって、地域企業による自立的な経済活性化政策、バブル以降相次いで東京へ本社機能を事実上集約化した企業の創業地への出戻りによる経済の復活政策が東京一極集中問題解決のヒントとなると言えるが、東京に本社を移して売り上げやイメージが向上した（首都圏での知名度や販売シェアが低かった）とのデータもあり、企業側のメリットも考えると一筋縄ではいかないと言える。

### 企業の取り組み
企業の取り組みとして、東京に置いていた本社機能を、東京以外の地域に移転させる動きが見られる。移転先は、創業地や工場・開発拠点がある地域などであるが、焼け石に水に過ぎない程度にとどまっている。
- 中越パルプ工業は、2009年3月23日に営業部門と一部機能を除き本社機能を東京都中央区銀座から創業の地である富山県高岡市に移転し、高岡本社として業務を開始している[47]。
- 東洋ゴム工業は、2012年4月末に東京本社の拠点機能（一部を除く）を大阪本社に移設、統合した[48]。その後、2017年5月に本社を大阪近郊の兵庫県伊丹市に移転した。
- YKKグループは、北陸新幹線が金沢まで開業するのにあわせ、2015年春を目途に富山県黒部市に本社機能の一部を移転させる。これに伴い、黒部市内に節電型の住宅を約250戸建設する[49]。
- アクサ生命保険は、東日本大震災を契機に2014年度を目途に本社機能の一部を札幌市に移転し「札幌本社」を現在札幌市に建築中の「札幌三井JPビルディング」に置くことを明らかにした。[50]
- また、2020年の新型コロナウイルスによる感染症が流行する中、テレワークやオンライン会議を導入して、地方居住でも仕事ができるように環境を整える企業も増えつつある[51]。
- 株式会社パソナグループは、2020年9月から2023年度末にかけて、東京にある本社機能のうちの一部の淡路島への移転を進めている[52]。

### 公的機関の取り組み
東京からの関西への移転の実例としては、2023年3月から5月にかけて、文化庁が京都市に移転した。また、同年1月から3月には、国立健康・栄養研究所が大阪府吹田市の北大阪健康医療都市へ移転している。
広島県・広島市も18才人口の東京への流出が酷く、「早慶上智」を受験産業界があおり持ち上げるのが東京一極集中・東京人気の一因ととらえ、「修鶴安田」（しゅうかくやすだ）すなわち広島修道大学・鶴学園広島工業大学・安田女子大学安田女子短期大学をユニットし対峙させる試行がなされている。

## 今後の展望
東京都全体の人口は2030年にピークを迎えるが、多摩地域だけに限れば2020年の422万人をピークに減少する。多摩ニュータウンの広がる多摩市は1.2%減となる。都心のオフィス街から遠く離れた青梅市（2.4%減）、昭島市（1.4%減）、東村山市（2.8%減）、日の出町（2.4%減）でも減少が確認できる。福生市（6.3%減）や羽村市（3.3%減）は減少幅が大きくなり始めている。山梨県に近い山間部に位置する檜原村は3.4%減、奥多摩町も1.2%減と、わずか5年で1割以上も人口が減る見通しである。
2020年に頂点を迎えた多摩地域に続き、東京都区部（東京23区）も2035年の976万でピーク後に減少となる。
2045年頃には、タワーマンションの建設ラッシュに沸く都心3区の中心部は3割増となる。増加率トップの中央区は5.9%増、港区3.4%増、千代田区8.8%増だ。都心3区ほどではないが、江東区（6.7%増）や台東区（5.4%増）をはじめ、品川区、文京区、練馬区も1割以上増える。
日本全体で見れば東京圏への一極集中が続き、東京圏の中でもさらに中心市街地へと人々の集中が進む都心一極集中が起こる。中央区の場合、社人研が2013年に公表した前回推計では、2040年の人口増加率は2010年比で1.4%増」を見込んでいた。しかしながら、中央区晴海では東京オリンピック・パラリンピックの選手村が大会後にマンションに転用されるだけで1万人を超す転入者増が見込まれるため、上方修正をした。港区も前回推計の「5.2%増」から大きく見通しが変わり千代田区に至っては、前回推計では0.1%の微減が子測されていたが、一転して増加予測である。
| 順位 | 駅         | 区       | 割合（%） |
| ---- | ---------- | -------- | --------- |
| 1    | 白金台     | 港区     | 20.5      |
| 2    | 青山一丁目 | 港区     | 20.4      |
| 2    | 広尾       | 渋谷区   | 20.4      |
| 4    | 表参道     | 港区     | 20.3      |
| 4    | 乃木坂     | 港区     | 20.3      |
| 4    | 白金高輪   | 港区     | 20.3      |
| 4    | 信濃町     | 新宿区   | 20.3      |
| 4    | 渋谷       | 渋谷区   | 20.3      |
| 4    | 恵比寿     | 渋谷区   | 20.3      |
| 4    | 目黒       | 目黒区   | 20.3      |
| 4    | 学芸大学   | 目黒区   | 20.3      |
| 4    | 自由が丘   | 目黒区   | 20.3      |
| 4    | 駒沢大学   | 世田谷区 | 20.3      |
| 4    | 田園調布   | 世田谷区 | 20.3      |
| 15   | 麻布十番   | 港区     | 20.1      |
| 16   | 中目黒     | 目黒区   | 19.0      |
| 16   | 桜新町     | 世田谷区 | 19.0      |
| 18   | 大岡山     | 目黒区   | 18.9      |
| 18   | 用賀       | 世田谷区 | 18.9      |
| 18   | 成城学園前 | 世田谷区 | 18.9      |
| 18   | 西荻窪     | 杉並区   | 18.9      |
|      |            |          |           |

### 郊外から都心へ住み替える選択
このように、人口が1割以上増加するのは千代田区（1.3%増）、中央区（3.4%増）、港区（1.0%増）の都心3区である。江東区（5.6%増）、文京区（5.1%増）、台東区（1.6%増）、品川区（4.5%増）なども、4 - 5%の高い伸びを示している。いわゆる都心回帰である。
これらは地方からの転入者がすべて、地価の高い都心に位置するこれらの区に移り住んでいるわけではない。これらの地域の人口を押し上げているのは、東京圏に長年住み続けてきた人と考えられている。公共交通機関を乗りいでいた人々の、郊外から都心部への住み替えである。
団塊の世代が一斉に持ち家を求めた1980年代、住宅価格はつり上がった。しかも「夫婦と子供2人」というのが標準的な世帯モデルだったため、多くのサラリーマン層は電車やバスを乗り継いででも、地価の安い郊外で部屋数の多い物件を求めざるを得なかった。こうしたニーズに応えるため、住宅企業も政府も郊外へと宅地開発を進めていった。
ところが、現在では未婚者や高齢者のひとり暮らしが増加している。それは小さな住居でも支障のない人が増えてきたということに他ならず、若い世代はオフィス街や繁華街近くのエリアに、狭くても低価格の物件を探す傾向にある。
団塊の世代は65歳を迎えたのを機に、子供が独立した年配者は連れ合いを亡くした途端、郊外の不便な立地のマイホームにひとりで住み続けるよりも、買い物などの日常生活に便利な駅周辺へ移り住みたいと考える人が増えてきた。
タワーマンションが増え、都心部に住宅が大量に提供されるようになって、物件を求めやすくなったこともある。かつてのような3LDKだけではなく、専有面積が狭く比較的安価なマンションが増えることで、買い換えなどが増えたことにも起因する。
| 順位                                                   | 駅       | 区       | 割合（%） |
| ------------------------------------------------------ | -------- | -------- | --------- |
| 1                                                      | 有明     | 江東区   | 20.5      |
| 2                                                      | 茅場町   | 中央区   | 20.4      |
| 2                                                      | 日本橋   | 中央区   | 20.4      |
| 4                                                      | 三越前   | 中央区   | 20.3      |
| 4                                                      | 人形町   | 中央区   | 20.3      |
| 6                                                      | 三軒茶屋 | 世田谷区 | 20.1      |
| 7                                                      | 有楽町   | 千代田区 | 20.3      |
| 8                                                      | 水天宮前 | 中央区   | 20.3      |
| 9                                                      | 神田     | 千代田区 | 20.3      |
| 10                                                     | 小伝馬町 | 中央区   | 20.3      |
| 11                                                     | 新橋     | 港区     | 20.3      |
| 12                                                     | 田町     | 港区     | 20.3      |
| 12                                                     | 芝公園   | 港区     | 20.3      |
| 14                                                     | 東松原   | 世田谷区 | 20.3      |
| 15                                                     | 駒沢大学 | 世田谷区 | 20.3      |
| 16                                                     | 東京     | 千代田区 | 19.0      |
| 16                                                     | 馬喰横山 | 中央区   | 19.0      |
| 18                                                     | 神谷町   | 港区     | 18.9      |
| 結婚・出産適齢期の若い女性は都心に集中する傾向にある。 |          |          |           |

経済環境の変化も後押ししている。就業人口が減り始めてオフィス需要の減退が見込まれ、しかもインターネット通信販売の普及で実店舗の利用が減ってきたため、都心部において住宅向けのスペースを確保しやすくなっているのである。総務省の「住宅・土地統計調査」（2018年）によれば、2003年から2018年までの15年間で、「5階建以上」の共同住宅（アパート・マンション）は東京都に7万戸も増えている。こうした都心部マンションの価格が上昇しない限り、都心回帰の流れは続くだろう。都心部に移り住む人々がもともと住んでいた郊外や鉄道駅から遠い地域では、本来ならばより人口が減ってもおかしくなかったところだが、地方からの転入者が穴埋めする形で流入しており、場所によっては微増している。

### 高齢化
2045年の東京圏は著しく高齢化が進む。全国の65歳以上人口に占める東京圏の割合は、2015年の5.6%から2045年には9.1%に上昇し、高齢者の3人に1人は東京圏に住んでいることになり、75歳以上も4.2%から9.1%となる。この間、関西圏や名古屋圏はほぼ横ばいであるため｢高齢者の東京一極集中」が進むということである。これだけ東京圏が高齢者を集めるのだから、この頃の地方は高齢者も激減する人口減少に陥り、東京圏が高齢化していく中で都心3区も単に若い世代ばかりを集めるわけにはいかない。2045年の65歳以上を見ると、中央区は2015年の6・1%から3.3%に上昇し、2015年に比べた伸び幅にするなら千代田区1.86倍、中央区1.95倍、港区1.99倍である。75歳以上も千代田区1.87倍、中央区1.94倍、港区2.07倍と倍増する。
2045年には都区部（23区）の人口減少がはっきりしてくる。この時点における東京都のピーク時に比べた人口減少率はわずか2%ほどなのだが、それでも全国的に人口が減少することにつれて東京圏への流入数が減り、その影響を受ける形で23区でも人口減少が拡大し始める。2035年までは江戸川、葛飾、足立の3区だけが減っていたが、2045年になると荒川区（1.4%減）と中野区（0.8%減）も2015年水準を維持できなくなり、人口減少区に加わる。2020年段階ですでに人口減少に見舞われていた足立区は2.6%減、江戸川区と葛飾区は9.0%減まで減少幅が拡大する。人口が減らない区も、現状と同じとは いかない。都心3区と同じく高齢化率が高まる区が増えるのである。23区を高齢化率でランキングしてみると、最も数値が大きくなるのが練馬区で4.9%。杉並区（2.9%）や世田谷区（8.2%）も住民の3人に1人は高齢者となる。 年齢を75歳以上に引き上げて住民に占める割合を弾き出してみると、練馬は20.6%、杉並18.2%、世田谷18.0%となり、若者の街のイメージが強くまた副都心に分類される渋谷区も65歳以上の割合は5.9%に上昇し、75歳以上45.8%で6人に1人が該当するようになる。
社人研の「日本の世帯数の将来推計（都道府県別推計）」（2019年）によれば、2040年における東京都の高齢世帯に占めるひとり暮らしは45.8%で全国トップとなる。実数にすれば116万2000世帯（2015年は79万3000世帯）だ。東京圏（1都3県）の75歳以上のひとり暮らしは61.2%増の146万1000世帯に達し、2045年にはさらに大きな数字となる。65歳人口に占めるひとり暮らしの割合で計算し直しても東京都は29.2%で、ほぼ3人に1人を占め、75歳以上も18.2%に及ぶ。2045年になると、高齢者が増える一方で20 - 64歳人口は2015年に比べて東京都が10.1%減、神奈川県22.2%減、埼玉県22.9%減、千葉県24.1%減となり生産年齢人口の激減も著しい。
高齢化率は檜原村9.0%、奥多摩町8.0%をはじめ、福生市（4.5%）、青梅市（1.5%）、多摩市（0.7%）では4割を超え、多摩地区1位の人口を誇る八王子市と2位の町田市も8.6%に上昇するなど、30%台後半というところも少なくない。80歳以上で見ても、稲城市が2.37倍、多摩市2・12倍、町田市と三鷹市が1.95倍、八王子市1・92倍など、多摩地区では2倍前後の水準となるところが少なくない。23区においても練馬区は2.22倍と稲城市に次ぐ伸びである。こうした事情は多摩地区だけではなく、サラリーマンなどの中産階級が郊外に住宅を求めて移り住んだ神奈川県、埼玉県、千葉県内の通勤可能エリアの自治体の2045年の姿からも同じような変化が見て取れる。 都心へのアクセスが良好な埼玉県戸田市（5.8%増）、千葉県流山市（1.7%増）、埼玉県吉川市（2.6%増）では2015年比で1割を超す人口増加となる一方で、5.3%減となる千葉県鋸南町や15.1%減の埼玉県東秩父村など、9市町村では2015年の半分以下の水準となる。東京圏にあっても地方などからの流入が少なくなり、自然減を穴埋めできない市町村は人口が減っていく一方、高齢化についても多摩地区と同じ流れをたどる。80歳以上だけを取り上げても、2015年に比べて埼玉県伊奈町は2.72倍、千葉県白井市2.67倍、千葉県印西市2.62倍、千葉県浦安市2.61倍、埼玉県戸田市2.60倍となる。これを実数で見ると、政令指定都市を除く都市だけでも、千葉県船橋市6万6704人、埼玉県川口市6万163人、千葉県松戸市5万9520人、千葉県市川市5万9331人、神奈川県藤沢市5万4076人など、東京圏のベッドタウンで高齢者が激増するところが目立つようになる。

### 災害の影響
2011年（平成23年）3月11日の東日本大震災（東北地方太平洋沖地震）以降、東北から首都圏への人口流入がより一層加速している。総人口が前年に比べて25万9千人も減少する中、依然として極端な東京とその周辺への一極集中傾向が続いている。震災発生当時は田舎回帰が起きるのではというような楽観論もあったが、震災の影響が落ち着いたことと2020年東京五輪招致を契機に、再び東京への流入が急増しており、2015年（平成27年）の東京圏への転入超過は11万9357人となり、震災前の2010年（平成22年）の水準を大きく超えた。
2020年には都内で新型コロナウイルスが流行。総務省が2020年8月27日に公表した7月の人口移動報告（外国人含む）で、東京圏（埼玉、千葉、東京、神奈川）からの転出は前年同月比5.7％減の3万562人だったのに対し、転入は16.1％減の2万9103人となり、東京圏から他の道府県への転出が転入を1459人上回り、人口流出に当たる「転出超過」となった。これは、集計に外国人を加えた2013年7月以来初めてのこととなる。新型コロナウイルスの感染者が急増した東京都への転入が減り、2カ月ぶりに都が2522人の転出超過となったことが影響した。また、総務省の人口移動報告（外国人含む）によると、2020年に東京23区から転出した人は36万5517人で、2019年より2万1188人増えた。しかし一方で同年には東京の人口が1400万人を突破した。また2020年の東京都からの転出者のうち、55%は近隣三県への移動であった。

## 外国の事例
もともと都市への人口集中、首都一極集中は19世紀の産業革命がもたらした世界的な流れである。
首都一極集中による弊害を絶つために様々な取り組みが行われている国もある。その形式は主に「政経分離型」と「機能分散型」の2種類に分けられる。

### アメリカ

#### 米国
アメリカ合衆国は国家の成立上、連邦主義が普遍的に行き渡り都市ごとに機能が分担されている。最大都市のニューヨーク市を擁するニューヨーク都市圏の人口は、米国全体のわずか6%にすぎない。首都のワシントンD.C.を始めとして、各州の政府所在地は、必ずしも州内最大都市とは限らない。国家の中心地を見ると、政治がワシントンD.C.、経済がニューヨーク市となっているが、ニューヨーク州の州政府は、ニューヨーク市ではなくオールバニに置かれている。このような「政経分離策」により、2001年9月11日にアメリカ同時多発テロ事件が発生した際には、国家機能の潰滅という最悪の事態を回避することができた。主な国際都市にワシントン州シアトル、カリフォルニア州サンフランシスコ、ロサンゼルス、テキサス州ヒューストン、ダラス、コロラド州デンバー、イリノイ州シカゴ、ジョージア州アトランタ、ペンシルベニア州フィラデルフィア、そしてマサチューセッツ州ボストンなどがある。
また、ニューヨーク市以外の地方都市にも、製造、流通、金融などの大企業の本社が分散している。例えば、スポーツ用品販売大手で知られるナイキは、オレゴン州郊外に本社を構えている。カリフォルニア州の都市であるサンノゼ近郊にはデル、オラクル、Apple、グーグルなどIT関連の大企業本社が多数立地している。また、中西部の中核都市であるシカゴは、CBTやCMEなどの世界的な金融取引所を擁し、アメリカ第二の金融の中心都市である。他にもアトランタのCBC、コカ・コーラ、リッチモンドのフィリップモリス、シャーロットのバンクオブアメリカ、シンシナティのP&G、セントルイスのアンハイザー・ブッシュ、モンサント、シアトルのスターバックスコーヒー、マイクロソフト（近郊）、ボーイング（現在、本社はシカゴに移転）など枚挙に暇がなくこれらの企業はグローバル化によって成長するとともに都市の経済を牽引してきた。
但し、米国でも太平洋の中央部に位置するハワイ州に関してはホノルルへの一極集中が顕著で、米国本土の各州とは異なる傾向を現している。

#### カナダ
最大都市トロントを擁する大都市圏、グレータートロントの人口はカナダ全土の約20%を占める。主要都市は気候が比較的穏やかで住み良い南部、特に米国に隣接する都市に集まっている。3大都市トロント、モントリオール、バンクーバーは米国との国境線近くに位置している。アングロ系のトロントとフランス系のモントリオールが国内の2大都市であるが、両大都市の中間地点にあるオタワに首都を置いた。当時わずか2万人に満たない都市であったが、首都建設により開発が進められてきた。トロントは金融業の拠点が、モントリオールにはITやハイテク産業（ボンバルディア等）の拠点が置かれている。また、石油産業の拠点はアルバータ州のエドモントンとカルガリーに置かれている。カナダは各州に州知事ではなく首相がおり、米国よりも地方自治の権限が強い連邦制を敷いているためカルガリー、 エドモントンなどの都市も規模が普遍的に維持されている。 

#### ブラジル
ブラジルでは、サンパウロとリオデジャネイロの両市の過密が問題となったことから1960年代にアマゾン内陸部に新首都ブラジリアを建設した。

#### チリ
チリの首都は、同国最大の都市でもあるサンティアゴであるが、1990年に国会機能のみバルパライソに移転した。

### 東アジア

#### 中国
中国にはそもそも居住移転の自由がない。
近隣諸国のように首都への人口集中を避けるため中国政府は北京市への居住を「北京戸籍」とし許可制を採用している。最大の経済都市は上海市であるが、省単位で総生産が最も多いのは広東省（約70兆円）である。その他、天津市・成都市・重慶市・南京市・杭州市・瀋陽市・西安市など、数百万単位の人口を有する大都市が各地方に分散している。また、国家的なプロジェクトによって人、モノの流れを循環させる内需拡大を重視しており、産業構造などで停滞していた都市（瀋陽や太原など）を国家プロジェクトで開発支援する、また内陸部の地方中心都市（長沙市、南昌市など）に対して経済技術開発区に指定するなどしており、北京、長江デルタ、珠江デルタのみに人・モノ・カネが集中する現象を抑制している。

#### 韓国
韓国は日本以上に首都圏（ソウル特別市・仁川広域市・京畿道）への一極集中が進んでおり、面積は韓国全体の9分の1程度でありながら、過半数に当たる2,600万人が居住する。
ソウルは北朝鮮との軍事境界線に近く、朝鮮戦争においてたちまち占領されたという苦い経験もあるため、一極集中対策が行われてきた。その一環として、政府機関の一部がソウル、京畿道果川市から韓国中部の世宗市、大田市に移転している。また世宗市の建設と並行して、全国各地の道・広域市に「革新都市」を建設して、各省庁の下位機関、外局などを移転している。韓国で行われている方法は日本のような「機能分散型」であるが、分散は70km圏内に留まっている。そのため必ずしも一極集中状態の是正や緩和にはつながっていない。

#### インドネシア
首都であるジャカルタと、首都圏であるジャワ島の過密の解消のため首都移転計画が議論されていたが、2019年首都移転計画の方針が閣議決定され、同国大統領ジョコ・ウィドドの承認を得た。移転先として、ボルネオ島の東カリマンタン州にある、湾岸都市バリクパパンと州都サマリンダの中間地点が選ばれ、2022年1月に新首都名は「ヌサンタラ」と発表された。2021年より新首都の建設が始まる予定だったが、新型コロナウィルス流行への対応が優先され、首都移転計画は一時中断していた。2022年には建設工事が開始し、2024年8月には、ヌサンタラで初の閣議が開催されたほか、初の独立記念式典が開かれた。首都移転完了は2045年を計画している。

#### パキスタン
同国は1947年に英領インドから独立した。首都は旧来からの最大の経済都市であり、国土の南部に位置するカラチに置かれた。その後、国土の北東部にも中核となる都市を構築する必要性が議論されるようになり、隣国インドと領土問題を抱えるカシミール地方に近く、気候が比較的温和であるラーワルピンディー近郊に新首都イスラマバードを建設し、1969年に首都移転を完了した。

#### マレーシア
1999年から2011年にかけて、最大都市であり、首都クアラルンプールから、郊外のプトラジャヤへ大部分の行政機関の移転を行った。

#### ミャンマー
ミャンマーでは2006年、同国最大の都市・ヤンゴンからネピドーへ首都機能を移転させて一極集中の是正を図った。

#### スリランカ
かつて同国の首都はコロンボであったが、一極集中是正のため、1985年にスリ・ジャヤワルダナプラ・コッテに首都が移転が法律で決定した。ただしその後移転が進まず、内戦終結後の2012年以降に実質的な首都機能の移転が実現した。

### 欧州・西アジア

#### ドイツ
首都ベルリンの常住人口が約361万人で最も多く、2位のハンブルクの人口が約183万人と首都のベルリンが2倍以上の人口を備えているように見えるが、単一の都市ではなく都市圏に拡大して見ると、ベルリン600万人vsハンブルク510万人と、ハンブルク都市圏はベルリン都市圏に匹敵する姿を見せている。3位の都市ミュンヘンは146万人、4位ケルンは100万人で地方都市の常住人口に大きな差はない。
ドイツ再統一に伴い、連邦政府の首都をボンからベルリンに戻す決定がなされた。この際、すべての首都機能をベルリンに集約するのではなく、連邦政府の各省庁について母体の配置をベルリンとボンに振り分け、その上で各省庁の内部部局をそれぞれの性格によって、ベルリンに置くものとボンヘ置くものに分けるという「混合モデル」と呼ばれる方法が採用された。　なお、ドイツには欧州中央銀行の置かれる経済都市フランクフルトや、南部の中枢都市としてミュンヘンが置かれるなど、日本と同じ程度の国土面積であるが積極的に地方分権が実施されており、国土開発と発展の模範的回答の一つである。

#### フランス
フランスもパリ一極集中型である。フランスのパリへの人口集中度は2017年時点で18.2%と東京の28.8%より少ないものの、パリのGDPがフランス全体のそれに占める割合は30%台と東京とほぼ同じ値であり、これはフランスが日本以上に首都圏と地方の所得格差が大きいことを示している。フランスの高速鉄道網もパリ中心に放射状に整備され、パリから地方都市に移動するのは便利だが、地方都市から地方都市への移動は非常に時間がかかる。2020年のコロナ禍をきっかけにパリを離れて地方へ移住する人が増加する現象も発生したが、イル＝ド＝フランス地域圏の人口シェア自体はほとんど変化していない。

#### スペイン
首都はマドリードであるが、第二の都市バルセロナは世界的に知名度のある観光都市であり、1992年に首都に先がけてバルセロナオリンピックを開催した。バルセロナのあるカタルーニャ州では独立志向が強い。

#### トルコ
首都はアンカラ（人口566万人）であるが、同国最大の都市はイスタンブール（人口1553万人）である。
世界的な知名度を持つ観光都市でもあるイスタンブールはオスマン帝国時代の首都であり、当時のアンカラは地方都市の一つに過ぎなかったが、1923年のトルコ共和国建国の際に新たな首都と定められた。アンカラが首都として選ばれた理由は諸説あり、トルコの中央に位置し国境から離れていること、イスタンブールほど発展しておらず都市開発がしやすかったこと、旧体制からの脱却を示せることと言ったことが挙げられる。

#### カザフスタン
同国最大の都市アルマトイに首都が置かれていたが、地震のリスクや中国国境に近いなど地政学的な見地、そして北部に多いロシア系住民の独立運動が起きる可能性を見越し北部に新首都アスタナを建設した。

#### ロシア
首都であるモスクワに人口が偏在しすぎたため、第二の都市サンクトペテルブルクに憲法裁判所を移転した。近年では国内第3の都市である西シベリア地方のノボシビルスクや極東の拠点としてのウラジオストクの開発を国家プロジェクトとして力を入れている。

#### イギリス
首都ロンドンと他の都市の人口差が非常に大きい。ロンドン広域圏の人口が1400万人であるのに対し、第2広域圏であるマンチェスター広域圏の人口は300万にも満たない。
ロンドンに集中していた人口を緩和するため、1960年台に、自動車運転免許証を取り扱う機関である DVLA（Drivers and Vehicle Licensing Agency）をウェールズのスウォンジーに置いた。また、1989年に設立された学生ローン会社（Student Loan Company)はスコットランドのグラスゴーに置いた。近年では、2011年にBBC（British Broadcasting Corporation）の本社機能を、ロンドンからイングランド北西部のマンチェスター近郊にあるサルフォードに移転した実績がある。このように幾つかの取り組みを実施してきたが、1991年以降、ロンドンの人口は依然として増加が続いている。

### オセアニア

#### オーストラリア
1901年にイギリスから独立した際にシドニーとメルボルンで首都の位置争奪による対立が起きたが中間地点のキャンベラに首都を置くことで決着した。

#### パラオ
かつてパラオの首都は同国最大の都市であるコロールであったが、一極集中の是正を図るため2006年にマルキョクに移転した。

### アフリカ

#### 南アフリカ
都市機能分散の象徴として、三権を3つの都市に分散して置いている（行政府はプレトリア、立法府はケープタウン、最高裁判所はブルームフォンテーン）。

#### ナイジェリア
ナイジェリアでは、国の南西端にある旧首都ラゴスからの首都移転を1970年代から計画し、1991年にアブジャが正式な首都と定められた。

#### エジプト
エジプトでは、首都カイロの人口集中を緩和するため、カイロ東郊に新設した人工都市・新行政首都への首都移転を進めている。